# Federico Pinedo (hijo)
Federico Pinedo (Buenos Aires, 22 de abril de 1895-ib., 10 de septiembre de 1971), fue un abogado, político, historiador, parlamentario, y economista argentino. Se desempeñó como ministro de Hacienda en el gobierno de Agustín Pedro Justo, Roberto Marcelino Ortiz durante la llamada Década Infame, y en el gobierno de José María Guido.

## Primeros años e inicio en la política
Nació en Buenos Aires el 22 de abril de 1895. Hijo del legislador nacional, intendente municipal y ministro de instrucción pública, Federico Guillermo Pinedo y de Magdalena Hilaria María Saavedra, siendo su padrino de bautismo Bernardo de Irigoyen. Era bisnieto del general Agustín Mariano Pinedo, ministro de Guerra y Marina de Juan Manuel de Rosas entre 1835 y 1852, y tataranieto de Cornelio Saavedra. Se casó el 29 de octubre de 1923 con María Teresa Obarrio, con quien tuvo dos hijos.
De familia patricia, estudió derecho en la Universidad de Buenos Aires, recibiendo su título de abogado a los veinte años de edad, y el de doctor en jurisprudencia presentando la tesis «Estudio de las manifestaciones concretas de la socialización del derecho de propiedad». También, desde la facultad, Pinedo empieza a cimentar prestigio de economista, estudiando autores de la Escuela Austriaca.
De joven, Pinedo comenzó a acercarse a las filas del socialismo, siendo el trabajo de Friedrich Engels «Origen de la familia, la propiedad y el Estado» su inicio intelectual en el mismo. Su militancia en la política práctica surgió de la amistad, surgida en 1912, con Antonio De Tomaso, estudiante de derecho, de orígenes humildes y militante del Partido Socialista. Es en esta época que Pinedo conoce al famoso Alfredo Palacios, joven profesor de la facultad, por su amigo De Tomaso.

Pinedo aseguró, que sus convicciones democráticas fueron las que lo llevaron a militar activamente en el Socialismo de Juan B. Justo. Dijo ya en la vejez: 
Vi en la democracia el instrumento de las clases desheredadas para llevar a la sociedad a un grupo más elevado de evolución, el socialismo… No fui al Partido Socialista por sentimiento, fui por convicción…
El 12 de diciembre de 1913, meses después de cumplir los 18 años, se afilió al Partido Socialista. Firma su carné Mario Bravo y Ángel Giménez. En esos años conoce a otro de sus grandes amigos, Héctor González Iramain, otro joven socialista, de ascendencia patricia (sobrino de Joaquín V. González), nacido en La Rioja. Con la afiliación al Partido Socialista, Pinedo inicia su participación en la vida partidaria.
A los dieciocho años viajó por primera vez a Alemania con su hermano menor, para aprender el idioma, permaneciendo un año en ese país. Para 1915, ya dominaba ampliamente el inglés, el alemán, y el francés, lo que le permitía leer en su idioma original a los autores de ese entonces, especialmente a los socialistas alemanes, en donde se incluía El capital de Karl Marx. Ese mismo año, Pinedo desafía a un debate sobre protección aduanera a un legislador conservador, evento que tiene lugar en el Salón Verdi del Barrio de la Boca, del que sale airoso. Es a partir de este suceso que comienza a forjar su prestigio como político versado en temas económicos.
Por ese entonces Federico Pinedo ejerce la profesión de abogado en el estudio de su padre, fundado por su abuelo en 1844. En 1917, durante la Primera Guerra Mundial, un submarino alemán hunde al barco mercante argentino «Monte Protegido», violando la neutralidad argentina en el conflicto. Su padre, que en ese entonces se desempeñaba como legislador por la Capital Federal, se pronuncia a favor de la ruptura de relaciones con el Imperio Alemán, a pesar de que las empresas más importantes de capital alemán en el país son clientes de su estudio. Esto le trae dificultades económicas, y cuando falleció, algunos años después, no es muy nutrida la herencia que le deja al joven socialista.
En relación con lo último, Pinedo adhiere a la posición de Juan B. Justo de romper relaciones con Alemania, posición que aprueba el Congreso Nacional, pero es ignorada por el presidente Yrigoyen, que sostiene la neutralidad. También prepara dos trabajos, cuando en el congreso de Bahía Blanca el Partido Socialista debe fijar su posición ante la revolución bolchevique en Rusia, que tituló «La democracia y el sarampión comunista».
Al terminar la guerra emprende un viaje a Alemania, queriendo conocer a los ideólogos del socialismo alemán, permaneciendo un año allí. Pinedo trató con Eduard Bernstein, el más notable dirigente socialista de la época, que promovió lo que sería la socialdemocracia alemana, al pacifista Karl Kautsky, así como a los revolucionarios, como Rosa Luxemburgo, que moriría al poco tiempo.
Este conocimiento personal con la dirigencia alemana ejerció una influencia notoria en Pinedo, especialmente Bernstein. Cuando años después, Pinedo redacte el programa del Partido Socialista Independiente, se inspirará en las ideas y propuestas del dirigente alemán. Antes del viaje, Pinedo había sido elegido por primera vez diputado nacional por la Capital Federal, obteniendo más votos que cualquier otro candidato por el socialismo, a excepción de Juan B. Justo.
Semanas antes de la elección, tuvo lugar la Semana Trágica, en donde ocurrió la mayor represión obrera en la historia de Buenos Aires. El gobierno afirmó que había una conspiración bolchevique en curso y apresando a un trabajador y periodista de origen judío llamado Pedro Wald, al que acusó de presidir un gobierno maximalista, siendo este sometido a torturas. Su abogado defensor fue Federico Pinedo, que asistió a Wald gratuitamente y demostró la falsedad de tal acusación, aumentado su popularidad antes de los comicios.

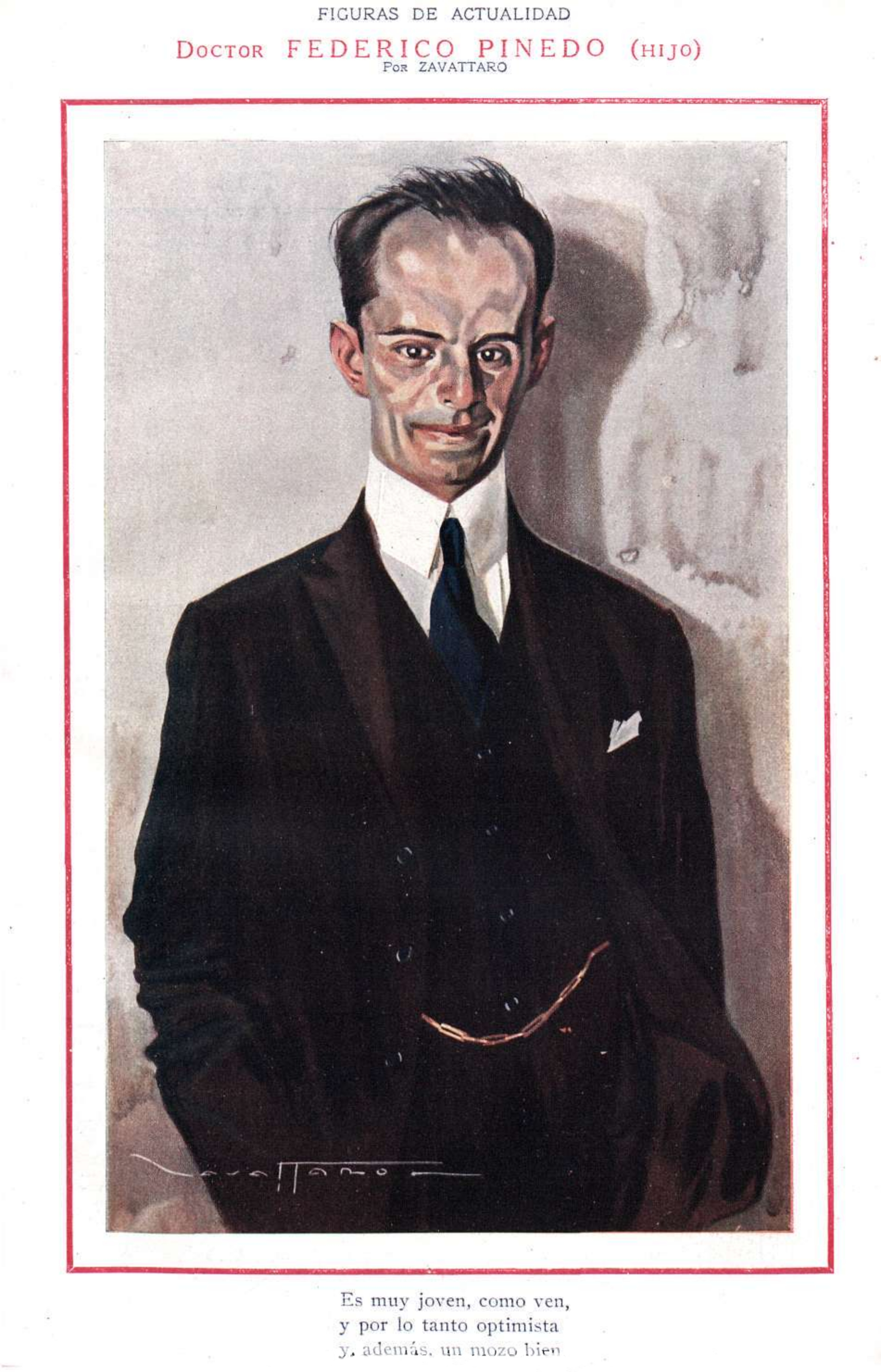
Retratado en Caras y Caretas en 1919

Pinedo dirá en Caras y Caretas, a pocos días de finalizado los comicios, el motivo de su triunfo y la gran cantidad de votos obtenidos en los barrios obreros junto a los barrios más elegantes de la ciudad: 
Mi apellido ha servido de atracción a muchos conservadores; mi padre ha sido diputado y cierto número de conservadores y amigos personales habrán dicho: Vamos a votar por Pinedo, será por lo menos un socialista moderado.

## Actividad parlamentaria
En 1920 Pinedo fue electo como diputado nacional por el Partido Socialista. Integró el bloque junto a Mario Bravo, Juan B. Justo, Nicolás Repetto,  Antonio de Tomaso, Enrique Dickmann, Augusto Bunge, Agustín Muzio,  Héctor González Iramain y Fernando de Andreis. La mayoría de la cámara la tenía el oficialismo, la Unión Cívica Radical (UCR), liderada por el presidente Hipólito Yrigoyen. En la oposición también había diputados conservadores y demoprogresistas.
Pinedo se incorporó a la Comisión de Hacienda. Planteó la facultad de autoconvocarse del Congreso para iniciar el periodo de sesiones, debido a que el bloque oficialista demoraba el inicio ordinario de las mismas. En los temas institucionales como en los financieros la palabra de Pinedo estará varias veces presente en los debates, así como también en el tratamiento en particular de los despachos. Entre ellos se encontraban la práctica de prorrogar el presupuesto mensualmente, las exportaciones de oro, la Caja de Conversión, el azúcar, las investigaciones a las medidas del ministro de hacienda, dan la oportunidad para que el joven socialista se perfile como una figura de sólida formación.  Destacándose su interpelación al Ministro Salaverry cuando inquiere sobre por qué está cerrada la Caja de Conversión y prohibida la exportación de oro, expresando Pinedo que ello significaba la falta de confianza del propio gobierno en la estabilidad de la moneda.Como senador del PSI criticó el pacto Roca-Runciman por considerarlo no ser bilateral sino "una obligación unilateral argentina", críticas que abandonó al ser designado ministro en el gabinete del presidente de facto Agustín P. Justo.
Adhiere a los proyectos vinculados con las cuestiones sociales que elabora y presenta su bancada; varios de ellos son defendidos por él en el recinto, como la cuestión del salario mínimo para los obreros del Estado Nacional, que no cuenta con el respaldo del oficialismo. También Pinedo se opone a leyes de privilegio como las pensiones especiales para familiares de exlegisladores, queriendo terminar también con pensiones a las personas que las gozaban por ser descendientes,[cita requerida] ya en tercera o cuarta generación, de guerreros de la independencia o de los conflictos vinculados con el Brasil, el Paraguay, las Guerras Civiles y la Conquista del Desierto.
Concluido su mandato en abril de 1922, Pinedo sigue actuando en su partido en la sección 20. El socialismo, que había superado la crisis planteada en sus filas por la Revolución Bolchevique en Rusia, con la migración de los disidentes que formaron el Partido Comunista, tendría otros conflictos que provocarían consecuencias en el porvenir de la agrupación. Entre los conflictos se encontraban los enfrentamientos entre Repetto y De Tomaso, no solamente políticos, sino también familiares, como la separación de Antonio de Tomaso de su primera mujer, hijastra de Repetto; los problemas entre los diputados universitarios (Pinedo, De Tomaso y González Iramain) y los del grupo obrero, que se incorporaron a la Cámara de Diputados en 1924, entre los cuales se encontraban Francisco Pérez Leirós, Joaquín Coca y José Luis Pena. Este grupo agrede a los universitarios, cuestionándoles el dedicarse en algunos casos al derecho penal, con alguna defensa en casos resonantes. Molesta a los nuevos diputados que los profesionales, González Iramain, De Tomaso, Mario Bravo y Pinedo, hablen con legisladores de otra bancadas, que se saluden cordialmente. Hasta cuestionando la presencia de Gonzales Iramain y de De Tomaso en un banquete servido en el Acorazado San Martín, como una «concesión al militarismo».
Entre otros conflictos, el casamiento religioso de Federico Pinedo el 29 de octubre de 1923 con María Teresa Obarrio, provocó un fuerte tormenta en el Partido. En noviembre es expulsado de su centro y obligado a renunciar como miembro de la junta ejecutiva de la agrupación, que posteriormente anula la expulsión. Una propuesta para separar del Partido a quienes participaran de ceremonias religiosas, presentada en el congreso socialista de Pergamino de 1916, había sido rechazada por amplia mayoría. El 4 de enero de 1925, se reúne el Quinto Congreso partidario en Córdoba, La comisión de poderes aconseja el rechazo de la acreditación de Pinedo, por haber contraído matrimonio religioso. Pinedo es impedido de defender su postura por un desorden promovido por los partidarios Joaquín Coca. Por 2803 votos a favor y 1596 en contra, pudo Pinedo participar del V Congreso. Los universitarios fueron sometidos a las agresiones constantes de sus nuevos colegas.

## Oposición por el Partido Socialista Independiente
En los comicios del 1 de abril de 1928, los radicales de Hipólito Yrigoyen obtuvieron en la Ciudad de Buenos Aires 127 000 votos, los socialistas independientes 50 000, consiguiendo la minoría al superar por 5000 votos a sus antiguos correligionarios. Gracias al resultado, se incorporaron a la cámara de Diputados Gonzales Iramain, Giusti, Pinedo, Muzzio, Bunge y Zaccagnini. Su labor parlamentaria los destacó en los años de la segunda presidencia de Yrigoyen, siendo los coordinadores del esfuerzo opositor en el congreso.

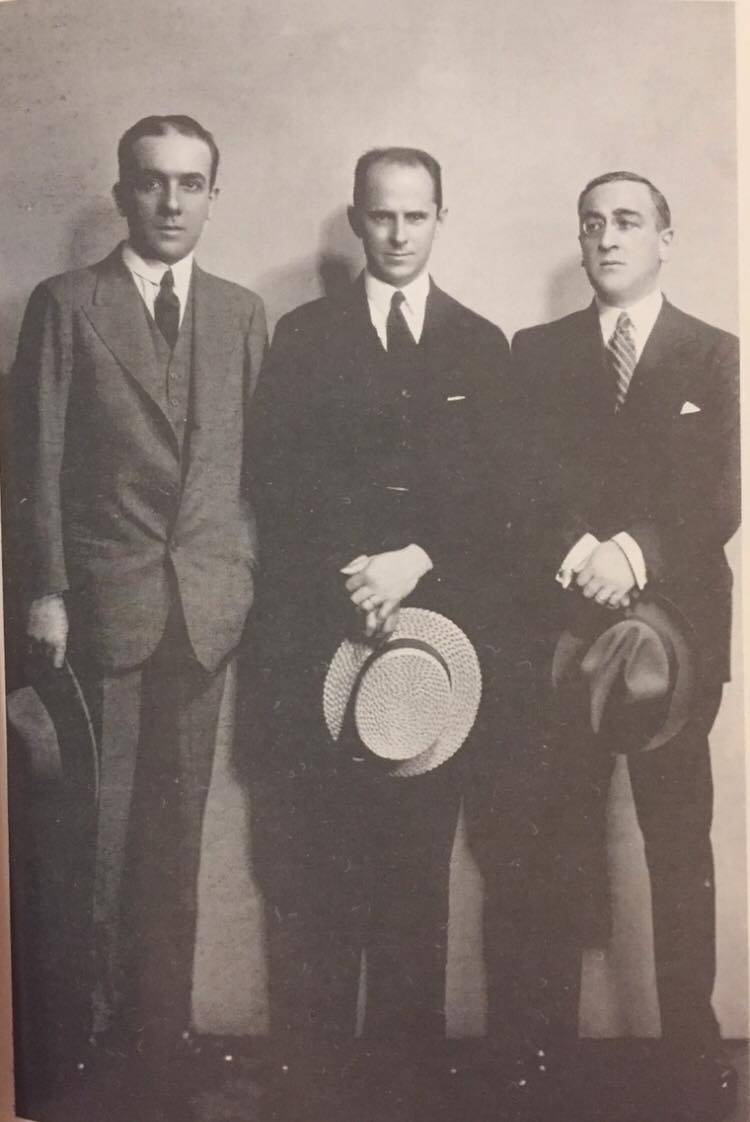
Pinedo, De Tomaso, y González Iramain en 1927.

El Partido Socialista Independiente denuncia la venta de empleos y la negativa de los legisladores de la mayoría a los pedidos de interpelación a ministros. Con motivo del primer año de gobierno de Yrigoyen, el Partido publica un documento en el que denuncian «No hay gobierno representativo, republicano y federal. No hay siquiera gobierno de partido: hay el dominio tiránico de un hombre tolerado con resignación por un conglomerado heterogéneo sin vida propia y auténtica que se titula partido». La realidad era que aun contando el oficialismo con mayoría en la cámara, el Congreso no funcionaba regularmente, apenas sesionando en 1929, al año siguiente dedica meses enteros a sesiones preparatorias. La única discusión era la aprobación o el rechazo de los diplomas de los legisladores electos. El Presidente Yrigoyen no mandaba su mensaje anual, como hacía en su primera presidencia, en lugar de la tradicional inauguración del presidente. Las autonomías provinciales fueron dejadas de lado, siendo intervenidas varias provincias. El desorden financiero era grave, la crisis mundial estalló a fines de 1929, sin que se atine a tomar ninguna medida para mejorar la situación. La avanzada edad del Presidente, su salud deteriorada, el alejamiento de los elementos más capaces del radicalismo, reemplazados por radicales personalistas, agravaron la crisis.
A finales de 1929, Pinedo viaja a Cuyo con una delegación de legisladores opositores para observar la situación imperante en las provincias intervenidas. En declaraciones que envía a La Nación denuncia la falta de respeto por las normas procesales en los procesos judiciales, la detención de decenas de ciudadanos sin que se dicte el auto de prisión preventiva, y que se niegue el acceso a las cárceles a  los abogados defensores de los detenidos. La lucha política contra el gobierno no evita que las dos fracciones socialistas se agravien desde las páginas de sus diarios, La Vanguardia y Libertad. Los independientes llamaban a sus rivales Repettistas y socialistas dictatoriales; los otros replicarían enrostrándoles su amistad con conservadores y antipersonalistas.
En diciembre de 1929, se lanza la campaña para los comicios legislativos del 2 de marzo de 1930. La lista de candidatos del socialismo fue la más notable que se haya presentado en la Capital desde la vigencia de la Ley Sáenz Peña. El programa aprobado el 28 de diciembre sostenía la defensa del valor de la moneda, reforma impositiva, reconocimiento legal de los sindicatos, ley de salario mínimo, pensiones a la vejez, vacaciones anuales para obreros y empleados, estabilidad y escalafón de los empleados públicos, divorcio, enseñanza laica primaria laica y secundaria, construcción de una red de caminos y un sistema nacional de elevadores de granos, adhesión a la Sociedad de las Naciones, reducción del servicio militar y legislación sobre el petróleo.
La gran mayoría conseguida por el radicalismo personalista se reduce. En la provincia de Buenos Aires, los votos bajaron de 213 000 a 172 000, y los conservadores ascendían de 65 000 a 154 000. En Santa Fe, el radicalismo obtenía 68 000, 49 000 votos menos que en 1928, mientras que los demoprogresistas subían de 15 000 a 57 000. En Córdoba, los conservadores obtuvieron todas las bancas, con 78 000 votos.

## Golpe de 1930
El 6 de septiembre de 1930, un golpe de Estado derrocó al gobierno constitucional encabezado por el presidente Hipólito Yrigoyen, al Congreso de la Nación y a los poderes ejecutivos y legislativos provinciales. La Corte Suprema permaneció en el poder y emitió una acordada donde formuló una teoría conocida como «doctrina de los gobiernos de facto», reconociendo la validez legal de los actos de la dictadura. Por primera vez desde 1862, cuando Bartolomé Mitre asumió la Presidencia de la Argentina, un levantamiento armado lograba derrocar a las autoridades constitucionales. El país vivía una difícil situación, causada por la crisis económica mundial.
Los socialistas independientes y, en primera fila, Antonio de Tomaso y Federico Pinedo, tuvieron una participación activa en los acontecimientos previos que llevaron al golpe. Coincidiendo con los comicios que se habían realizado ese año, en los que los partidos opositores lograron una amplia recuperación y consiguieron triunfos en Córdoba (Partido Demócrata) y Capital Federal (Socialista Independiente), comienzan a trascender versiones sobre la preparación de una asonada militar. La oposición «advirtió» al gobierno sobre los peligros que se cernían sobre la «república».
Pocos meses antes del golpe, el Partido Socialista Independiente se acercó a los conservadores. La primera reunión entre legisladores y dirigentes del Partido Conservador de Buenos Aires, de la Capital Federal, se realizó en la casa de Matías Sánchez Sorondo. Por los primeros, participaron junto al anfitrión, Rodolfo Moreno y Antonio Santamarina; por los conservadores porteños, José María Guerrico y Adolfo Múgica, y por los socialistas independientes, Antonio de Tomaso y Federico Pinedo. Días después vuelven a reunirse en casa de Antonio Santamarina. Sánchez Sorondo sugiere que los socialistas independientes coordinen el accionar de las fuerzas opositoras y busquen el concurso de los partidos provinciales (en esa época los partidos conservadores actuaban como fuerzas provinciales que se agrupaban en confederaciones en las elecciones presidenciales).
Como resultado de esos esfuerzos se redacta el “Manifiesto de los 44”, firmado por ese número de legisladores nacionales pertenecientes a los partidos conservadores y al socialismo independiente, publicado el 9 de agosto. Los cuarenta y cuatro, luego de describir la situación del país, proponen tres puntos: 
- Coordinar la acción en las Cámaras para imponer la vuelta al sistema de la Constitución y las leyes.
- Coordinar la acción fuera de las Cámaras para difundir en el pueblo el conocimiento de lo que pasaba y crear un clima de resistencia a los abusos.
- Proyectar un plan de acción conjunta para la realización de esos objetivos, con el concurso de todos los ciudadanos que quisieran un gobierno constitucional y democrático.

Simultáneamente, los 14 exdiputados de la Unión Cívica Radical Antipersonalista, dieron a conocer otro documento crítico, de tono similar. Las delegaciones conservadoras y del socialismo independiente recorrieron el país y hablaron en mítines conjuntos. Compartieron la tribuna Antonio de Tomaso, Federico Pinedo, Héctor Gonzales Iramain con Rodolfo Moreno y Aguirre Cámara. Muchas veces se realizan en un clima de violencia con enfrentamientos con grupos radicales. 

Entre los meses transcurridos desde las primeras reuniones políticas y la publicación del “Manifiesto de los 44” la situación se había agravado. Decía Pinedo, en su publicación que:
Se organizaba una coalición política capaz de vencer al gobierno, si este llegaba a los nuevos comicios nacionales a celebrarse  dos años después. Esta fuerza sería capaz, en caso necesario, de organizar su propia revolución o de condicionar la que otras hicieran salvando en todo caso la estructura democrática del país si el proceso de la descomposición del gobierno imprimía a los acontecimiento un ritmo más acelerado. 
Antonio de Tomaso y Federico Pinedo, comisionados por los legisladores integrantes de la coalición opositora, toman contacto con el general radical Agustín Pedro Justo, de manera de tener noticias directas, ante las versiones de que existían preparativos militares y que los mismos se dividían en dos tendencias: una que pretendía lograr la renuncia del gobierno radical, formar un gobierno civil y volver sin demora a la plena vigencia de las instituciones y otra que pretendía la sustitución de las instituciones tradicionales consagradas por la Constitución de 1853. Pinedo dice que sabían que la conversación con Justo sería franca y “con confianza recíproca”. El general Justo quedó impresionado con sus visitantes y desde ese momentos los tuvo en cuenta al punto que los convocaría para integrar el gobierno que lideró entre 1932 y 1938.
En la entrevista Agustín P. Justo le confirmó a los socialistas, que había avanzados trabajos «revolucionarios» en el Ejército y adelantó que el general Uriburu, por el prestigio que gozaba entre sus camaradas, tenía serias posibilidades de encabezar el levantamiento. Justo les dijo también, que él estaba algo alejado de Uriburu, por las discrepancias que tenía sobre la orientación futura del movimiento y que esperaba un llamado del mismo Uriburu ese día; del resultado de la reunión dependería su participación. Pinedo ofreció mediar entre ambos generales si no llegaban a un acuerdo, a lo que Justo accedió. Horas más tarde, por intermedio de Lucio Robirosa, Pinedo recibió el pedido de Justo de que intentara acercar las posiciones con Uriburu. 

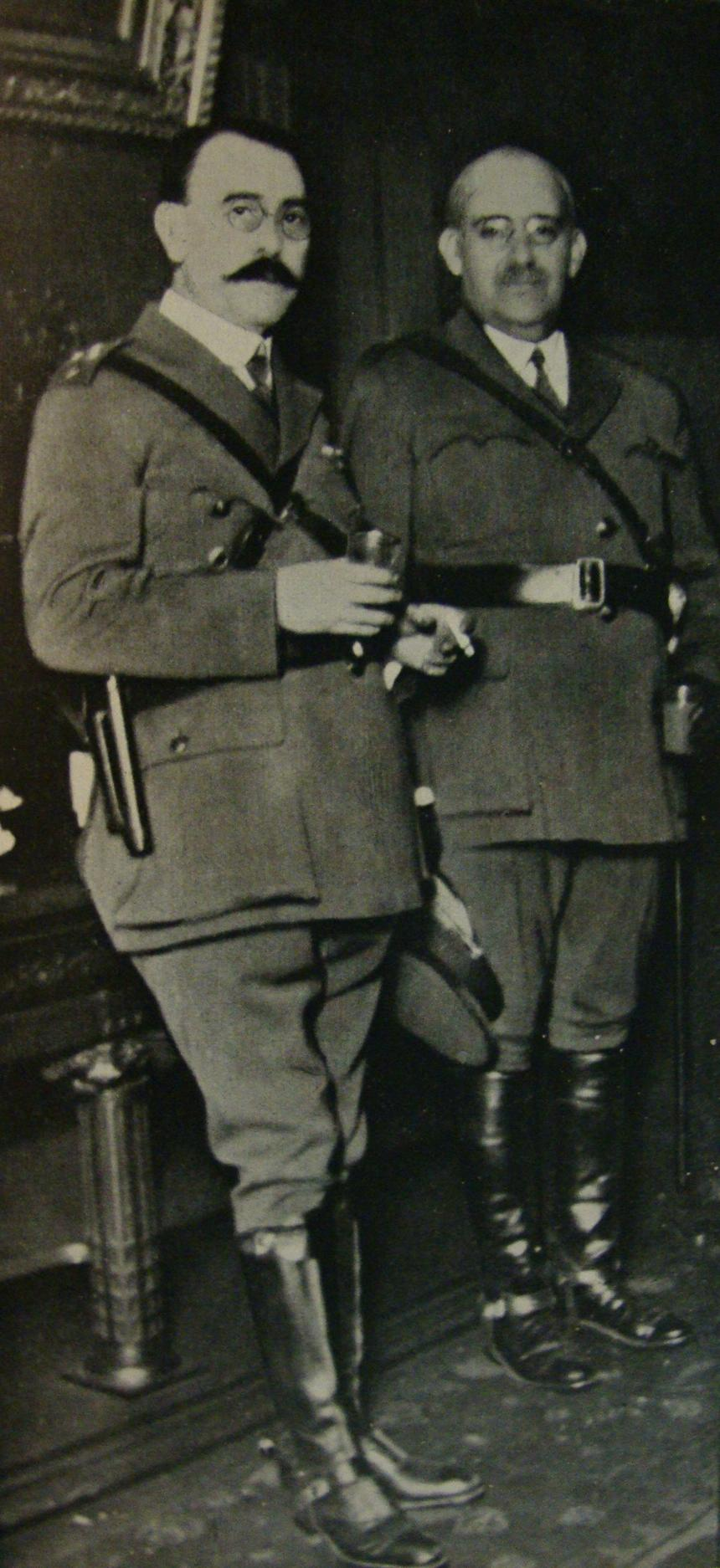
José Félix Uriburu y Agustín Pedro Justo

Pinedo y Uriburu se reunieron en la casa del hijo de este último. El futuro dictador y Pinedo tuvieron una conversación que se prolongó por tres horas. Refiere Pinedo en su relato que apenas tuvo que aclarar la posición de los grupos políticos que representaba, por estar en conocimiento de su interlocutor -por medio del general Justo- del compromiso de los mismos con el derrocamiento de Yrigoyen, como asimismo del acuerdo en disolver el Congreso, ya que por su composición y conducta “merecía el desprecio público y que nos inspiraba verdadera e instintiva repugnancia”. Uriburu señala que la dirección del movimiento será enteramente militar pues atribuye el fracaso de la Revolución del 90, en la que actuó, a la participación de civiles en su dirección. Aclara que no tomara compromisos con los partidos opositores para no comprometer al Ejército en el “tumulto de la vida política" y aclara que a eso se reduce su discrepancia con el general Justo; daba su palabra y eso debía bastar, que no utilizaría el poder para sus ambiciones personales. También puso en conocimiento de su visitante una lista de posibles colaboradores. 

No ocultó Uriburu sus deseos de cambiar el sistema político nacional. Se pronunció abiertamente por la agrupación de los ciudadanos en categorías, gremios, grupos profesionales y corporaciones, única manera de terminar, sostenía, con el predominio del «comité». Pinedo hace una encendida defensa del sistema electoral vigente que relata de esta manera:
El General escuchó con deferencia la defensa que hice de nuestro régimen legal de elecciones, similar al de todos los países, excepto Rusia e Italia; me oyó expresar el firme convencimiento de que el sistema electoral democrático, hoy imperante, no sólo permite sino que asegura el predominio de la opinión pública y no el de los comités políticos, porque estos, aunque tienen la posibilidad de influir en la elección de las personas, se ven obligados a someterse a los dictados de la voluntad de las grandes masas. Aunque el sistema vigente no tuviera otros méritos para ser mantenido, seria decisión en su favor -le dije- el hecho de que no hay cómo reemplazarlos, porque el país nunca aceptaría que un grupo de personas resuelva declararse superior a sus semejantes y pretenda imponer su predominio amenguando el poder político de los demás, por calificaciones o cercenamiento del derecho de sufragio… como el general expresaba que el no tenía la intención de quitar a nadie el derecho al voto, que todo el mundo tendría voto, aun las mujeres, pero que lo ejercerían eligiendo dentro de su grupo, categoría, gremios o corporaciones, le hice observar que en ese caso la elección carecía de significado, porque poco importaba a quien iban a elegir los obreros, los agrarios, los industriales, los comerciantes, o los propietarios, si de antemano se sabía por la organización del cuerpo electoral que el Congreso tendría tantos representantes de los obreros, tantos de los agrarios, tantos de los propietarios, etc. Me réferi a las publicaciones que al respecto había hecho el escritor liberal alemán Von Mises, y el general manifestó que con gusto se impondría de esas y de cualquier otra clase de observaciones, de objeciones, de argumentos pues no estaba aferrado a sus propias opiniones y no pretendía imponer al país un sistema dado, sino sugerir las ideas que consideraba útiles, tolerando y respetando en toda su amplitud el derecho a los demás a hacer valer sus puntos de vista. 

Pinedo se retiró considerando importante que el hombre que en poco tiempo iba a tener el poder no tratase de imponer por la fuerza sus ideas en materia política. En la lista de colaboradores había hombres que habían acompañado a Roque Sáenz Peña en su presidencia iniciada veinte años antes, por eso el diputado socialista independiente pensó que no “van a permitir que su obra cayera de la noche a la mañana, para ser reemplazada por instituciones que, en el mejor de los casos, resultaba exóticas y repugnantes a la manera de ser del país”. Se retiró de la reunión diciéndole a Uriburu: 
Que no tenía dudas de que sus puntos de vista no llegarían a predominar; que estaba convencido de que el país los rechazaría y de que él, fiel a sus propósitos de no hacer imposiciones, tendría que respetar la voluntad nacional, mantener un régimen electoral cuyos principios fundamentales eran la esencia misma del sistema democrático de gobierno y que tanto lo creía, que vería sin demora al general Justo para referirle nuestra conversación y para inducirlo a que se pusiera al habla con el, seguro de que, examinando despaciosamente la situación, llegaría a un entendimiento para la acción que permitiera a ese jefe y a todo el mundo ver con confianza al movimiento revolucionario y hasta colaborar con el. 
Se sucedieron entonces las conversaciones de Pinedo con ambos generales. Las dificultades para entenderse seguían tanto por algunas inclusiones en la lista de futuros colaboradores que resultaban irritativas para los partidos, como por la cuestión electoral. Uriburu vuelve a insistir en reemplazar el sistema electoral de voto secreto, igual y directo de todos los ciudadanos, considerándolos simplemente como ciudadanos por una organización corporativa. Los partidos resuelven encomendar al conservador Antonio Santamarina y a Federico Pinedo una última gestión, ante la dureza del general Uriburu. En la reunión Santamarina y Pinedo afirman que sus partidos no aceptarán la reforma del sistema institucional y que de insistirse en la misma se opondrán a la dictadura. 
Se realizan nuevas gestiones hasta que, a principios de septiembre, el senador Leopoldo Melo (Radical antipersonalista) informa que Uriburu “respetaría la Constitución y que conforme a ella y a la ley electoral vigente se haría”. El golpe estaba en marcha y con fuerte respaldo de los partidos opositores. Estos no habían excluido antes una solución «legalista». Los socialistas independientes habían ganado la Capital proponiendo en su plataforma el juicio político al presidente Yrigoyen. Hay indicios que en las hipótesis que manejo el grupo más cercano al general Justo, estaba planeada la aplicación de la ley de acefalía, haciéndose cargo el presidente provisional del Senado, ante la destitución del presidente y del vicepresidente.
El 3 de septiembre renunció el ministro de Guerra, Luis Dellepiane que, al tanto de la conspiración, había adoptado medidas para sofocarla, que hubieran tenido éxito dado que el grueso de las fuerzas militares era leal al gobierno. Pero Dellepiane no fue recibido por el presidente Yrigoyen y sus disposiciones defensivas fueron desautorizadas. 

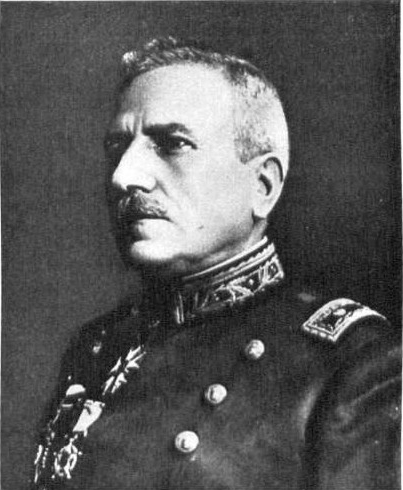
Luis Dellepiane, ministro de Guerra del segundo gobierno de Hipólito Yrigoyen

Con la renuncia de Dellepiane, se redujeron las posibilidades de enfrentar al movimiento rebelde por parte del gobierno. No por falta de fuerzas leales. El problema era la situación que se vivía en la Casa Rosada. Cuando al presidente se le decía que Uriburu conspiraba, contestaba que eso era un disparate pues se trataba de un revolucionario del '90. El ministro de Guerra interino, Elpidio González, tampoco creía en los rumores. El 5 de septiembre Yrigoyen delega el mando, alegando enfermedad, en el vicepresidente Martínez. Este declara el estado de sitio, pero actúa con pasividad frente a los hechos.
En casa del diputado conservador Manuel Fresco, en Morón, se reunieron los dirigentes políticos que respaldaban el golpe. Su función era ayudar a convencer a jefes y oficiales de volcarse a las filas rebeldes. El 6 de septiembre, a las 7:30, Uriburu cuenta con el Colegio Militar y el apoyo de la escuadrilla de aviones de Campo de Mayo. 
Un grupos de civiles armados, por su parte, se dirigió a Campo de Mayo donde fueron detenidos y desarmados por orden del general Eliseo Álvarez, jefe de la Segunda División de Ejército. En nombre del grupo, se presentaron el senador radical antipersonalista Leopoldo Melo y a los diputados Santamarina (conservador) y Pinedo, quienes explicaron al general Álvarez las intenciones y detalles del movimiento golpista. El general Álvarez señaló en la reunión sus dudas sobre la capacidad del gobierno para mantenerse en el poder, pero le preocupaba, en caso de su derrocamiento, lo que vendría después. El general Álvarez, según el relato de Pinedo, no hacia cuestiones de la primacía en el comando de las fuerzas en caso de volcarse hacia las filas golpistas, pero sin duda tenía prevenciones sobre las intenciones futuras de Uriburu. Por ello Pinedo, con el acuerdo del jefe castrense, se puso en contacto con Uriburu para ponerlo al tanto de la situación y luego hablaron los dos generales. Al quedar convencido Álvarez que se respetaría el sistema de la Constitución de 1853, decidió apoyar el movimiento. 
La columna rebelde avanzó sobre la ciudad, con la única resistencia de un grupo de civiles atrincherados en el edificio de la confitería del Molino. El golpe contó con un considerable apoyo de la población. Algunos grupos ya habían tomado posesión de la Plaza de Mayo y entrado en la Casa Rosada, donde se encontraba el vicepresidente Enrique Martínez. Uriburu llegó a la Casa de Gobierno a la tarde, exigiendo la renuncia de Martínez, que así lo hizo. Inmediatamente después, Martínez ordenó a los generales leales, entregar el arsenal a los golpistas. 

Con relación al golpe de 1930, al que se refiere como «revolución», Pinedo escribió en 1945, en su obra Tiempos de la República: 
Es igualmente absurdo presentar la revolución de septiembre como un golpe audaz de lo que se llama la oligarquía conservadora para aniquilar el Partido Radical y restablecer el viejo régimen. Que la revolución no era en esencia antirradical resulta de la posición que el mismo día y los días subsiguientes adoptaron frente a ella los radicales más conspicuos y no solo aquellos que después estuvieron en una forma u otra frente al radicalismo reconstruido como el doctor Melo -que el día de la revolución estuvo en los cuarteles cumpliendo lo que consideraba su deber- sino lo que después y todavía hoy figuraron o figuran como radicales típicos. Hombres como el doctor Gallo, que encabezó la primera lista de diputados del Partido; el doctor Crotto, primer senador y primer gobernador radical de Buenos Aires, el doctor Mosca, Ministro del primer gobierno radical de Santa Fe, posteriormente gobernador de ese estado y miembro destacado de la dirección del partido desde 1932; el doctor Guido, integrante de la primera formula gubernativa radical, en la provincia de Buenos Aires, posterior a la revolución, junto al doctor Honorio Pueyrredón. Todos ellos, como tantos otros militantes radicales, firmaron el manifiesto del 25 de septiembre de 1930 justificando la revolución… El propio doctor Alvear, que desde 1931 ocupó un lugar predominante en la dirección del radicalismo, manteniendo de manera inequívoca una actitud de altivez independiente frente a los sucesores de la revolución de 1930, sufriendo por ello persecución y destierro, como jefe del Partido Radical, contestaba desde París el 8 de septiembre de 1930 un reportaje que aparece en Critica del día 9, justificando totalmente la revolución y haciendo al régimen de Yrigoyen, desde el punto de vista radical, la crítica más lapidaria que se ha producido.

Al día siguiente del golpe, los socialistas independientes dieron a conocer un manifiesto que decía: 
Si el gobierno provisional pacifica rápidamente a la República, si infunde confianza por su serenidad y prudencia y si coloca lealmente al pueblo, en breve, en condiciones de hacer una elección libérrima y culta, con garantías para todos los partidos y opiniones, habrá merecido bien de la Nación. La revolución militar y popular ha vencido. Corresponde, ahora, a los vencedores desterrar de su corazón las persecuciones y venganzas. Si hay lugar a sanciones legales por delitos cometidos, que se apliquen. Pero que no se desaten los odios políticos infecundos. El partido vencido, cultos hombres han sido depuestos de sus cargos, forma parte de la Nación y sus componentes deben gozar de las mismas libertades que todos y ser protegidos, en el goce de ellas por el gobierno provisional.

Pocos días después del golpe, el 15 de octubre de 1930, Pinedo declaró al vespertino Crítica justificó el derrocamiento del gobierno constitucional, del Congreso y al Congreso de la Nación y de los poderes ejecutivos y legislativos provinciales en estos términos: 
Por un lado, un gobierno que obstaculizaba el funcionamiento del Congreso, que preparaba escandalosos fraudes para obtener el triunfo en Mendoza y San Juan, buscando no solo el control de esas provincias sino cuatro bancas adicionales en el Senado Nacional. Por otro lado, el temor a la dictadura, pues las versiones indicaban que se preparaba un golpe que no se limitaría al derrocamiento del gobierno constitucional, sino que terminaría con las instituciones republicanas y democráticas para reemplazarlas por otras de corte corporativo o fascista. Por eso se consideraba conveniente una movilización de todos los elementos populares opositores para luchar contra el régimen imperante, y que sirviera, en caso que fuera inevitable el derrocamiento del gobierno, para impedir el establecimiento de una dictadura antidemocrática.

Sobre la cuestión de si se había hecho lo posible para evitar la revolución, buscando caminos alternativos, Pinedo decía :
He oído decir muchas veces que aquello se caía solo, yo mismo lo que pensado y lo he dicho en alguna ocasión, lamentando que no se haya dejado producir por sí solo el acontecimiento, al ver al país marchando a tumbos fuera de la ley, lo que lleva a la suposición de que sin el fatal experimento de septiembre el país hubiera seguido siempre por los cauces constitucionales. De ninguna manera creo que deba descartarse en absoluta esa disposición, que tal vez es fundada, y que habrá que tener muy en cuenta en el futuro, apartándose siempre de la tentación de confiar a salvadores providenciales el cuidado de regenerar la república.
Poco antes de morir, en un reportaje para la biblioteca oral del Instituto Torcuato Di Tella, Pinedo recordó cómo los hombres de la generación anterior a la suya se oponían a la «revolución», entre ellos su tío y socio Diego Saavedra, por temor de abrir la era de los cuartelazos. Miguel Ángel Cárcano dijo en sus últimos años: “Si hubiera vivido Pellegrini, se nos hubiera aparecido cuando nos dirigíamos a Campo de Mayo y nos hubiera obligado a bastonazos a regresar”.

## Lucha por la vuelta a la constitucionalidad
El presidente provisional Uriburu formó un gabinete con algunas viejas figuras con actuación anterior a 1916. Varios de ellos habían sido ministros de Sáenz Peña. Según Pinedo, en un reportaje para la biblioteca oral del Instituto Di Tella, estaban bastantes desactualizados y poco comprendían sobre los nuevos problemas que se vivían en el mundo. La designación de Matias Sánchez Sorondo en el Ministerio del Interior, no tranquilizo Pinedo, pues ese dirigente se había acercado a los sectores nacionalistas, al igual que Carlos Ibarguren, de destacada actuación en el Partido Demócrata Progresista, convertido en fascista y designado interventor federal en la provincia de Córdoba. 

Los dirigentes de los 44, socialistas independientes y partidos provinciales conservadores y liberales. Las cifras electorales de marzo eran una excelente base para una coalición política que respaldara un programa de gobierno “serio y responsable”. Al mismo tiempo, el presidente de facto fue influenciado por los sectores nacionalistas que pretendían un gobierno más prolongado en el tiempo, en la esperanza de lograr introducir los cambios que llevarían a la adopción del corporativismo en Argentina. Pocas semanas después del golpe, en el homenaje que el Partido Socialista Independiente brindo a sus ex legisladores, Pinedo contesto en su discurso a los que criticaban la política y a los políticos diciendo:
“El partido había conseguido adquirir una situación electoral brillante y nos dio quince banca parlamentarias para que desde ellas defendiéramos sus propósitos de bien colectivo; le hemos hecho perder sus bancas y solo le ofrecemos la perspectiva de recuperarlas en medio de variados concurrentes a quienes nuestro esfuerzo ha sacado de una situación ambigua o ha despertado de un pesado letargo, y sin embargo, el Partido aprueba y aplaude nuestra conducta, lo que debe enseñar a los que no lo sabían, que algo bien distinto de mezquinos intereses agita a los hombres tan incomprendidos y tan frecuentemente calumniados, que se toman la molestia de ocuparse de política… Ninguno de nosotros puede considerar la política como un fin en si mismo; es una actividad difícil, penosa, que trae pocos halagos y en el mejor de los casos muchos menos beneficios personales que los que pueden lograrse con igual esfuerzo en cualquier otra actividad. Sin embargo somos muchos los que hacemos sacrificios desmedidos, satisfechos porque tenemos la esperanza de que podremos ver realizado un conjunto de aspiraciones de orden colectivo…” 
El 11 de septiembre se reunieron en asamblea los ex legisladores del Grupo de los 44, para constituir la Alianza Federal Democrática. Constituyeron su comisión organizadora con los socialistas independientes Antonio de Tomaso, Federico Pinedo, los ex legisladores Linares (Unión Provincial de Salta), Juan Ramón Vidal (autonomistas de Corrientes), Rodríguez Saa (Liberal de San Luis), los exdiputados Rodolfo Moreno y Antonio Santamarina (Conservadores de Buenos Aires), Astracia y Miguel Ángel Cárcano (Demócratas de Córdoba) y José Lucas Penna (de Tucumán). El día 27 estaba ya constituida con el nombre de Federación Nacional Democrática, con bases redactadas por Rodolfo Moreno y Antonio de Tomaso. 
La Federación posibilito la actuación coordinada en el plano nacional de prestigiosas y poderosas fuerzas de distrito. Era conducida por una junta nacional constituida por dos delegados por distrito y una convención nacional, donde además de los delegados fijos se adicionaban otras en función de los caudales electorales, este organismo redactaba el programa y elegía candidatos presidenciales. En su programa se establecía la defensa irrestricta de la Constitución Nacional, promoviendo algunas reformas como la elección directa de los senadores nacionales, restricciones a la posibilidades de intervenir las provincias, fortalecimiento la independencia del Poder judicial, deslinde definido de las atribuciones federales y de las provincias en materia fiscal. En el plano político inmediato se buscó el apoyo de los radicales antipersonalistas, los radicales de Entre Ríos, y los demoprogresistas e incluso el socialismo. Por otra parte, esta agrupación reclamo la convocatoria inmediata a elecciones nacionales y provinciales. En cuanto a la reforma constitucional, esta se postergaría hasta que se reconstituyeran los poderes legales de la República. 
El 1 de octubre el gobierno replica con un manifiesto presidencial “El pensamiento político de la Revolucion” donde se plantea la reforma constitucional afectando la representación popular. Decía el presidente de facto que “la democracia dejara de ser una bella palabra solo cuando los legisladores, en vez de representar a los partidos políticos, fuera una representación de obreros, ganaderos, agricultores, profesionales, industriales, etcétera”. El manifiesto daba a entender que el presidente retornaba a las posiciones anteriores al cumplimiento a las promesas efectuadas antes del levantamiento. También, anunciaba la convocatoria a elecciones de legisladores, buscando el objetivo de hacer coexistir el Congreso con el ejecutivo de facto; este Congreso aprobaría la convocatoria a la Convención Reformadora. La declaración presidencial sirvió para fortalecer a la Federación Nacional Democrática, los partidos comprometidos con ella ratificaron rápidamente su adhesión a la Federación. Días después, el interventor federal en Córdoba Carlos Ibarguren (excandidato presidencial del Partido Demócrata Progresista) insistía en la propuesta de introducir el corporativismo en reemplazo de la democracia. Ese mismo día, en un acto de su antiguo Partido Demócrata Progresista, la Federación era atacada mientras se elogiaba al gobierno. 
La Federación realizó su primer mitin en Córdoba. Los oradores fueron De Tomaso, Cárcano y Moreno, rechazando el plan político del Gobierno. El 14 de noviembre Pinedo integra una delegación que se entrevista con el ministro del interior Matías Sánchez Sorondo. En la entrevista se acuerdan puntos a reformar de la Constitución, para asegurar el funcionamiento del Congreso, las autonomías provinciales, del Poder Judicial. No se plantearon las reformas corporativistas, retirándose los visitantes satisfechos, luego de reclamar la necesidad de convocar inmediatamente a elecciones. Los diarios publicaron editoriales optimistas, ante el despejamiento del panorama institucional. La reacción del gobierno fue que coincidir en algunos puntos con la delegación de la Federación no implica renunciar a proponer otras reformas. El gobierno insistía en un plan político que consistía en convocar a comicios en las provincias para constituir las legislaturas, que elegirían a su vez a los senadores nacionales y los ejecutivos provinciales, salvo en los distritos cuya autonomía se había respetado (San Luis y Entre Ríos). Luego se elegirían a los diputados nacionales y constituido el Congreso se le someterian las reformas constitucionales y legales que se consultaría con los partidos. 
El 13 de diciembre, a pesar de la actitud conciliadora por parte de los dirigentes de la Federación, el general Uriburu pronunció un violento discurso diciendo que era “claro y evidente sin tergiversación posible que ese 60% de analfabetos es el que gobierna el pais porque en elecciones legales ellos son mayoría”. (Pinedo aclara al referirse a ese discurso que los analfabetos eran entonces el 21,96% del Padrón electoral). Uriburu atacó a todos los políticos, a los que acusó de demagogos e irresponsables, diciendo  que estaba a tiempo de reinstalar a Yrigoyen en el gobierno y decirle a los partidos opositores “voltéenlo como hemos hecho nosotros”. El discurso provocó numerosas renuncias. Por otra parte, los dirigentes de la Federación Democrática, que tenían una audiencia con el presidente dos días después, resuelven no concurrir. A los pocos días el gobierno anuncia la próxima convocatoria a elecciones.
El gobierno veía a la Federación como un enemigo. Pinedo señalo que la inquina era más fuerte hacia los socialistas independientes. Respecto a la agrupación misma, su capacidad de logar la unión de partidos conservadores, los desprendimientos radicales y Socialistas independientes, la convirtió en una fuerza de peso en el panorama nacional. Para fortalecer el agrupamiento, Pinedo le ofreció la presidencia del mismo a Julio Roca (hijo). El hijo del general Roca, junto a Ramón Carcano, habían constituido en 1914 el Partido Demócrata de Córdoba, que fue capaz de vencer al radicalismo en reiteradas oportunidades. Mientras tanto, el gobierno convocaba a elecciones en varias provincias, entre ellas en Buenos Aires, el 5 de abril de 1931, presionando a los conservadores de Buenos Aires para que se acercaran al gobierno. Estos aceptaron la presión oficial y planearon la necesidad de constituir un partido nacional unificado. El Partido Socialista Independiente recibió la nota de invitación del Partido Conservador de Don Antonio Santamarina, para integrarse al nuevo partido. Pinedo contesto declinando la invitación. Se fundamentaba en razones prácticas (la estructura de la Federación era más idónea para agrupar a los partidos opositores al Yrigoyenismo). El resultado fue la formación del Partido Demócrata Nacional, que se limitó a los partidos conocidos como conservadores y sucesores de PAN. 
El 5 de abril se realizaron en la provincia de Buenos Aires sus respectivo comicios. El radicalismo llevó como candidato a gobernador a Honorio Pueyrredón, el canciller de la primera presidencia de Yrigoyen, como vicegobernador al Doctor Mario Guido, presidente de la cámara de Diputados durante la presidencia de Alvear. El gobierno implícitamente apoyaba al candidato por el PDN. Escrutadas las mesas, el radicalismo venció por 30.000 votos, aunque no consiguió la mayoría en el colegio electoral. Consecuencia de ello, renuncian Sánchez Sorondo al Ministerio del Interior y Meyer Pellegrini a la intervención de la Provincia, y se suspenden los otros llamados a elecciones provinciales. En octubre se anulan los comicios de Buenos Aires, otro escándalo que Pinedo criticara duramente. 
El gobierno provisional convocó el 6 de mayo a comicios provinciales y legislativos nacionales para el 8 de noviembre de 1931. Se descarta el planteo de una reforma constitucional que altere el sistema democrático. Mientras tanto, Uriburu buscaba un acuerdo con el radicalismo sobre la base de la candidatura de Vicente Gallo, que fracasa ante la oposición de los íntimos de Yrigoyen. Por otra parte, Marcelo T. Alvear regreso al país poniéndose al frente de la reorganización radical. El gobierno decreto el 24 de noviembre de 1930 el veto para postularse a cargos electivos a participantes del gobierno derrocado el 6 de septiembre de ese año. El 28 de agosto de 1931 se amplia la convocatoria electoral al fijarse el 8 de noviembre como fecha de los comicios presidenciales. En la decisión de Uriburu influye Robustiano Patrón Costas, comprovinciano del presidente de facto, que lo convence de que no se puede postergar más la normalización institucional. 

El presidente del comité nacional del PDN, también debe enfrentar la hostilidad de Uriburu hacia el General Justo, el candidato de ese partido en alianza con otras agrupaciones. Lanzado el nombre de Justo por los radicales antipersonalistas de Santa Fe, es prontamente aceptado por otras fracciones provinciales, los socialistas independientes y los Demócratas Nacionales. También, los antipersonalistas propusieron la candidatura del Doctor Matienzo a vicepresidente y los demócratas la de Julio Roca. El radicalismo resuelve postular a Marcelo T. Alvear acompañado por el doctor Adolfo Güemes. El gobierno veto esa candidatura argumentado que no se han cumplido los seis años de finalización del mandato presidencial de Alvear. El radicalismo se niega a nominar a otro dirigente y resuelve abstenerse. Al día siguiente de la proclamación de la candidatura de Alvear, publica Pinedo en el diario partidaria un artículo en el que marca los problemas legales de esa postulación, de acuerdo con lo establecido en los artículos 77 y 78 de la Constitución Nacional, que prohibían a los presidentes aspirar a la reelección antes del transcurso de un periodo entero, contando desde la fecha de finalización del mandato. Luego de referirse elogiosamente a las calidades del doctor Alvear, destaca la necesidad de que el radicalismo personalista partícipe en los comicios exhortándolo a evitar complicaciones legales que perturben esa aspiración. Pinedo decía: 
Queremos luchar con el radicalismo personalista, despuntándole ante las masas su derecho a gobernar, mientras no se haya librado del lastre de los funestos elementos de la administración pasada; pero queremos luchar con un adversario en aptitud de defenderse y libre de las ligaduras que el gobierno provisional le ha puesto con nuestra formal y terminante desaprobación
Tras el veto por del gobierno provisional de la candidatura de Alvear, escribe nuevamente Federico Pinedo el 9 de octubre: 
El día siguiente de la proclamación de la candidatura del doctor Alvear para presidente de la Republica, apareció en estas columnas nuestro juicio sobre ella. Y el fue, como tenia que ser, condenatorio de la decisión del Partido Radical, al cual exhortamos en los mejores termino a modificar su pronunciamiento y a proclamar una candidatura que no fuera vulnerable desde el punto de vista legal...Se ha dicho con razón por los que han criticado la decisión tomada por el gobierno provisional que solo el pueblo esta facultado para vetar candidaturas, y que solo el Congreso tiene derecho a juzgar la elección de presidente, pero ni al pueblo ni al congreso le es dado proceder de manera arbitraria. Si la Constitución no permite la reelección de un presidente sino con el intervalo de un periodo de seis años entre presidencia y presidencia, empeñarse en sostener la candidatura de quien no puede ser presidente hasta 1934, por haber gobernando hasta 1928, es esforzarse en merecer el repudio popular o en buscar una decisión que invalidad una elección ilegal. El congreso tendría que declara inelegible al candidato que no reuniera las condiciones necesarias para ser presidente, y si no lo hiciera cometería el también un acto ilegal y se expondría a que su decisión arbitraria fuera desconocida por quien tuviera poder suficiente para oponerse a un actor abusivo...El gobierno provisional, que ha vetado a destiempo y sin atribuciones a un candidato a presidente y al radicalismo “del City”, (por el hotel donde residía Alvear) que ha proclamado y mantenido, no obstante todos los llamados a la razón, una candidatura inadmisible, han procedido igualmente mal, y no cabe por eso duda de que tanta dificultad tendrán estos para justificar su proceder con razones valedera, como las que ha tenido el gobierno para dar aparente fundamente a su arbitraria resolución...Toda la prensa libre y toda la opinion ilustrada ha juzgado inadmisible la argumentación del gobierno provisorio, basada en precedentes traídos de los cabellos.
Al día siguiente, Pinedo se ocupaba de otro grave acontecimiento institucional, como fue la anulación de los comicios celebrados en Buenos Aires el 5 de abril de ese año, ganados por la fórmula encabezada por Honorio Pueyrredón. Con el título “Mas leña a la hoguera”:
Al desconcertante veto de la candidatura presidencial del doctor Alvear y de la candidatura a vicepresidente del doctor Güemes, el gobierno provisional ha creído conveniente añadir la anulación de las elecciones realizadas el 5 de abril en la provincia de Buenos Aires...La grave resolución adoptada por el gobierno no priva a nuestro partido de ninguna de ninguna posición política. No perdemos con la anulación de las elecciones ni bancas en la legislatura ni puestos en el Colegio electoral; por el contrario la nueva convocatoria nos brinda la oportunidad de obtener lo uno y los otro, si resolvemos concurrir a los comicios, de modo que nuestro juicio condenatorio del gobierno solo puede obedecer a móviles desinteresados...
Nunca hemos juzgado que las elecciones del 5 de abril fueran un modelo de corrección. En su hora dijimos que el pais tenia derecho a esperar que los primeros comicios realizados bajo el imperio del gobierno de la Revolucion, motivada en buena parte por los escándalos electorales del regimen yrigoyenista, se celebraran en condiciones idealices de libertad para el votante y de respeto escrupuloso por el derecho de propaganda; por eso denunciamos como un abuso el mantenimiento del estado de sitio, levantando en apariencia un mes antes de las elecciones, pero vigente a los efectos de autorizar la detención o el traslado de los ciudadanos, lo que se agravaba por las trabas impuestas a la prensa de capital y por la notorio persecución de numerosos militantes del partido vencido por la Revolucion de septiembre...
¿Serán mas valederas las consideraciones que se formulan para explicar que después de haberse prometido acatamiento al resultado de las urnas, puede prescindirse de esas promesas porque han ocurrido hechos posteriores que los justifican? nos cuesta trabajo creer que se suponga licito el argumento basado en el hecho de que ninguno de los partidos ha obtenido mayoría absoluta, porque el decreto no se contante con anular la elección de electores de gobernador, sino que invalidad los diplomas de diputados y senadores, respecto de los cuales no se exige aquel requisito...

El pueblo de Buenos Aires, como el pueblo de la Nacion, sabe lo que vale el derecho de sufragio, sabe que es un arma capaz de corregir abusos de todo orden y esta dispuesto a conservarlo a cualquier precio. Una decisión destinada a poner en cuestión el resultado de comisión reconocidos como auténticos, no puede traer sino desastres electorales a los que dicten, apoyen o toleren resoluciones semejantes...
Durante todo el gobierno provisional, Pinedo tuvo una actitud crítica hacia el mismo. De la recuperación inmediata de la plena vigencia de las instituciones hizo un reclamo permanente, estuvo en primera línea en la lucha contra los intentos de introducir el corporativismo, y se dio tiempo para seguir y criticar la política del Ministerio de Hacienda. En el ámbito económico, a las reiteradas declaraciones y artículos sobre las cuestiones financieras y económicas del momento, en ese año suma Pinedo cuatro conferencias en el Colegio de Estudios Superiores. La primera verso sobre “Nuestro problema monetario”, la segunda fue titulada “Virtudes y defectos de nuestro sistema monetario”, la tercera desarrollo el tema: “El sistema monetario de otros paises comparados con el nuestro”, la cuarta y última “El Banco Central y la organización del crédito”. Estas exposiciones consolidaron el prestigio de Pinedo como economista. A sus probadas condiciones políticas y parlamentarias, agregaba el prestigio de una solidez intelectual y formación académica rara vez dadas, todas ellas, en un hombre público. Sus profundos conocimientos teóricos serían puestos a prueba en poco tiempo en posiciones de alta responsabilidad y que exigirían demostrar capacidad práctica para encarar los problemas de gobierno. 
Con la abstención radical, las fuerzas que respaldaban la candidatura del General e ingeniero civil Agustín P. Justo como presidente y Julio Roca como vicepresidente, ahora bajo el nombre de "Concordancia", tenían asegurado el triunfo. Como única oposición se presentaba la alianza socialista-demoprogresista (Alianza Civil) que levantaba los nombres de Lisandro de la Torre para presidente y de Nicolás Repetto para vicepresidente. Con votos únicamente en la Capital Federal los socialistas, y en Santa Fe los demoprogresistas, no fueron capaces de amenazar las posibilidades de Justo, ya que los radicales personalistas no apoyaban ninguna candidatura, recomendando a sus partidarios no concurrir a los comicios. Los demoprogresistas habían quedado aislados en los acontecimientos anteriores al 6 de septiembre, negándose a la política de coalición. Tampoco quisieron ingresar a la Federación Nacional Democrática. Lisandro de la Torre era amigo personal de Uriburu, este lo quiso como su colaborador y como su sucesor. En Santa Fe participaron del gobierno de la intervención federal, recibiendo numerosas posiciones. El socialismo estaba conducido por Nicolás Repetto desde la muerte de Juan B. Justo. En 1930 era el único legislador de ese partido. La probabilidad de triunfo dependía de una masiva votación de origen radical, desobediente de las instrucciones de abstenerse. No era fácil de cualquier manera para un radical votar a Lisandro de la Torre, que se había alejado 35 años antes de ese partido por “incompatibilidad con los que no piensa” y se había batido a duelo con Yrigoyen.
La Alianza civil triunfo en la Capital Federal y en Santa Fe. En todos los distritos restantes triunfo Justo, salvo Entre Ríos, donde ganaron los radicales de Laurencena. En Corrientes, Tucumán, San Juan, La Rioja, Catamarca y Salta el candidato de la Concordancia obtuvo mayoría y minoría en el Congreso Electoral. En total 237 electores fueron para Justo. La alianza consiguió 122 electores. Para vicepresidente, Julio Roca reunió con el Partido Demócrata Nacional 196 electores, frente a 122 de Repetto y 53 del antipersonalista Matienzo. 
La Cámara de Diputados se integró con 64 demócratas, 17 antipersonalistas, 11 socialistas independientes 3 de la Defensa Provincial de Tucumán, 6 radicales de Laurencena. Los socialistas consiguieron 43 bancas y los demoprogresistas 14, como beneficiarios de la abstención radical, bloques que disminuirían acentuadamente cuando el radicalismo levante la abstención en 1935. Entre los once socialistas independientes es elegido por cuarta vez diputado nacional Federico Pinedo, convertido ahora a los 36 años en figura nacional y hombre de categoría ministeriable. 
El socialismo independiente obtiene 90.600 votos en la Capital frente a 175.169 de la Alianza. El amigo y compañero de Pinedo, Antonio de Tomaso, pierde en su postulación al Senado. Será ministro de Agricultura y ganadería en el gabinete del flamante Presidente Constitucional.

## Ministerio de Hacienda
Como diputado del PSI criticó el pacto Roca-Runciman por considerarlo no ser bilateral sino «una obligación unilateral argentina», críticas que abandonó al ser designado ministro en el gabinete del presidente Agustín P. Justo.

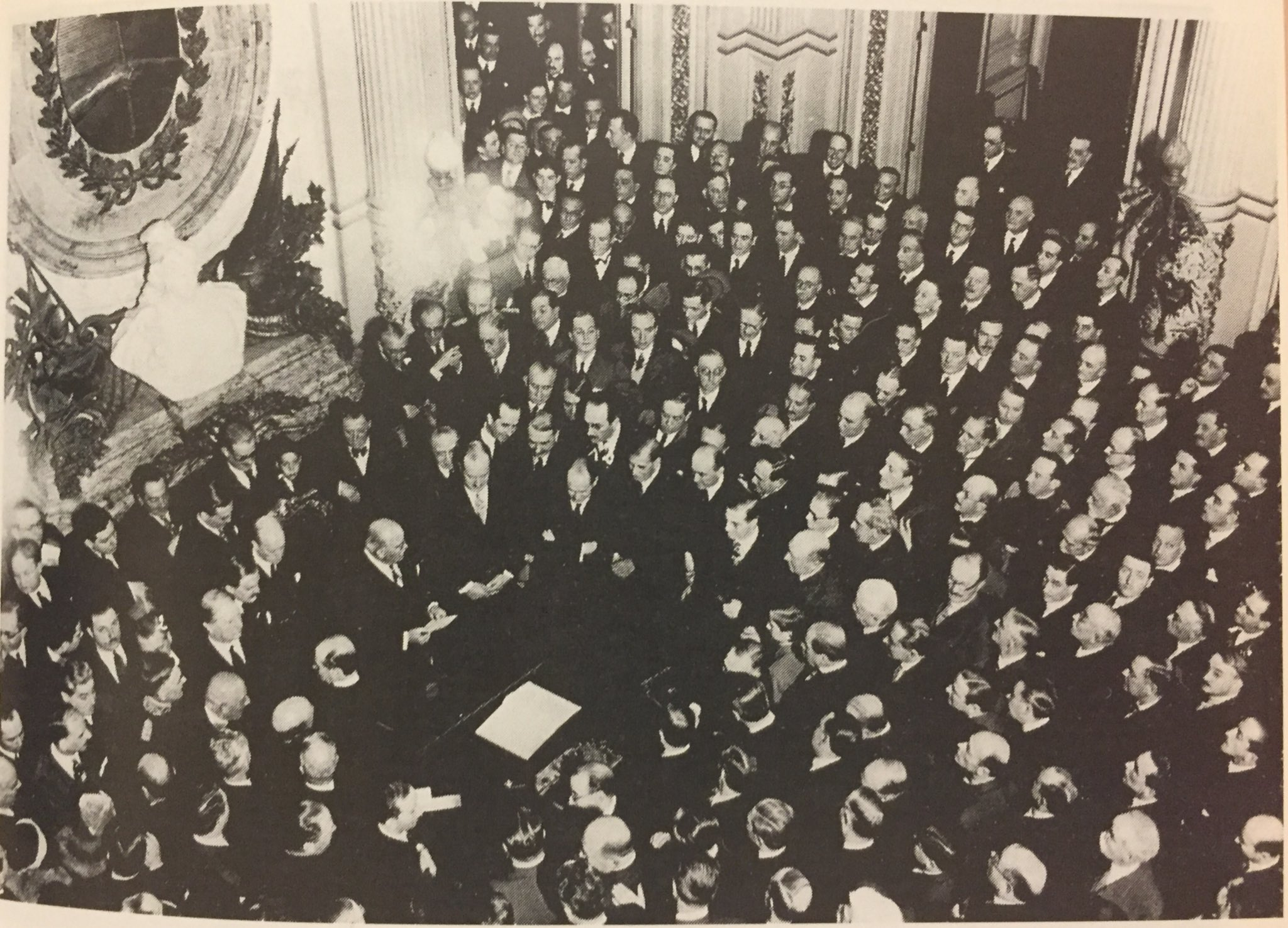
Federico Pinedo asume como ministro de Hacienda en 1935

Como ministro de Hacienda del presidente Justo, introdujo reformas económicas relevantes, entre ellas están la creación del Banco Central, la reconversión de la deuda para deudores del Banco Hipotecario, la puesta en marcha del impuesto a la renta (aprobado en la gestión de su antecesor), la unificación de los impuestos internos, creando el primer régimen de Coparticipación Federal de Impuestos, el impuesto global a las herencias, y el impuesto a los dividendos de las sociedades anónimas. En el plano presupuestario, se logró el equilibrio fiscal. Pasando en 1930 de un presupuesto superior a los 1 100 000 000 (mil cien millones) de pesos, con un cuantioso déficit de 328 000 000 (trescientos veintiocho millones), a un presupuesto de 857 000 000 (ochocientos cincuenta y siete millones) de pesos con un superávit de 24 900 000 (veinticuatro millones novecientos mil) en 1935, año en el cual Pinedo abandona la cartera de economía. La reforma tributaria fue un elemento decisivo para aliviar las cuentas del Estado, reduciendo la dependencia de éste de las rentas de la aduana. Así mismo, la política de austeridad presupuestaria contribuyó al saneamiento de las cuentas del Estado. En el ámbito de la deuda interna y externa, la misma se redujo de 3 420 000 000 (tres mil cuatrocientos veinte millones) en 1932 a 200 000 000 (doscientos millones) en 1935.
Para aliviar la desesperada situación de los productores agrícolas ganaderos, fruto de la baja de los precios internacionales de sus productos, se crearon varias Juntas Reguladoras de Grano, Carnes, Vinos, Leche y Yerba Mate, cuyo fin era adquirir la producción del sector a fin de mejorar los precios de dichos productos. El resultado fue una mejora en los ingresos de los productores.
Pinedo apoyó al ministro de Agricultura y Ganadería Luis Duhau en la defensa de las relaciones económicas del gobierno con Gran Bretaña y defendió el comercio de las carnes con dicho país. No pudo rebatir con contundencia cada una de las acusaciones que hizo Lisandro de la Torre en varios debates parlamentarios. De la Torre acusó a Federico Pinedo (ministro de Hacienda), y Luis Duhau (ministro de Agricultura), de tergiversar la información a cambio de favores económicos.
El debate de las carnes exaltó los ánimos del senador Lisandro de la Torre (interpelador) y de los ministros interpelados: Luis Duhau, de Agricultura y Ganadería, y Federico Pinedo, de Hacienda. Como consecuencia de los agravios intercambiados, ambos ministros desafiaron a duelo a Lisandro de la Torre, quien aceptó batirse con Pinedo, pero no con Duhau; a quien le negó condiciones de «caballero». Esto se debía a que un guardaespaldas de Duhau había sido el que asesinara a su amigo y correligionario, el senador electo (por la provincia de Santa Fe) Enzo Bordabehere en pleno recinto del Senado de la Nación. Como Pinedo sufría de bocio, Lisandro de la Torre le había gritado «cotudo», que aquel entendió como «cornudo». De la Torre pudo haber aclarado sus palabras a fin de evitar el duelo, pero no quiso hacerlo. En el duelo, Pinedo disparó a matar, pero no acertó, y de la Torre disparó al aire. Finalizado el lance, no aceptaron reconciliarse. No obstante haber sido Pinedo el desafiante, descalificó los lances caballerescos diciendo que eran «una fantochada de irracionales».
Leopoldo Melo, ministro del Interior, consciente del perjuicio que el debate y su trágico final había producido al gobierno, insistió en que Pinedo y Duhau debían dejar sus carteras, siendo reemplazados recién dos meses después por Roberto M. Ortiz y Miguel Ángel Cárcano.

## Después del Ministerio
Una vez terminada su actuación como ministro de Hacienda, Pinedo regresó a la vida privada pero esto no significó un alejamiento total de la política. Viajó al exterior en reiteradas ocasiones, principalmente a los Estados Unidos y Europa. 
En el año 1936 algunos sectores de la oposición al gobierno del general Justo y la Concordancia intentan promover un Frente Popular, al estilo de los que se desarrollaban en Europa en aquellos tiempos, con el radicalismo y los partidos la izquierda como el socialismo y el comunismo. La iniciativa no prosperó, pero originó movimientos para constituir un agrupamiento orgánico que agrupara a los partidos que conformaban la Concordancia y a otros sectores que no participaban dentro de la misma. Esto fue llamado el Frente Nacional. Pinedo participó en dos actos como orador, uno en el Teatro Coliseo de Buenos Aires el 21 de agosto y otro en Córdoba el 10 de octubre. Pinedo sostenía que la Concordancia debía convertirse en un partido político orgánico; en una fuerza capaz de gobernar, tal como lo había intentado con la Federación Democrática en 1931, de la que había sido uno de sus mayores impulsores. Se dice que fue a instancias de él que se publicó el manifiesto del Frente Nacional en el diario La Prensa el 1 de junio de 1936, que decía: 

La suposición de que el ‘frente popular, compuesto de radicales personalistas, ‘socialistas, demócratas progresistas y comunistas pueda adueñarse de la República y someterla a los experimentos de sus fantasías demoledoras y de sus rencorosas pasiones es una hipótesis monstruosa que la Nación argentina no puede contemplar indiferente, y a la que en una forma u otra ha de oponer su inquebrantable deber y voluntad de vivir.(…) Al ‘frente popular’ debe oponerse el ‘frente nacional’(…) Y habrá de verse que no solo lo mejor y más significativo, sino también la mayor parte del pueblo de la República, está dispuesto a defender en todos los terrenos los intereses permanentes de la Nación Argentina.  

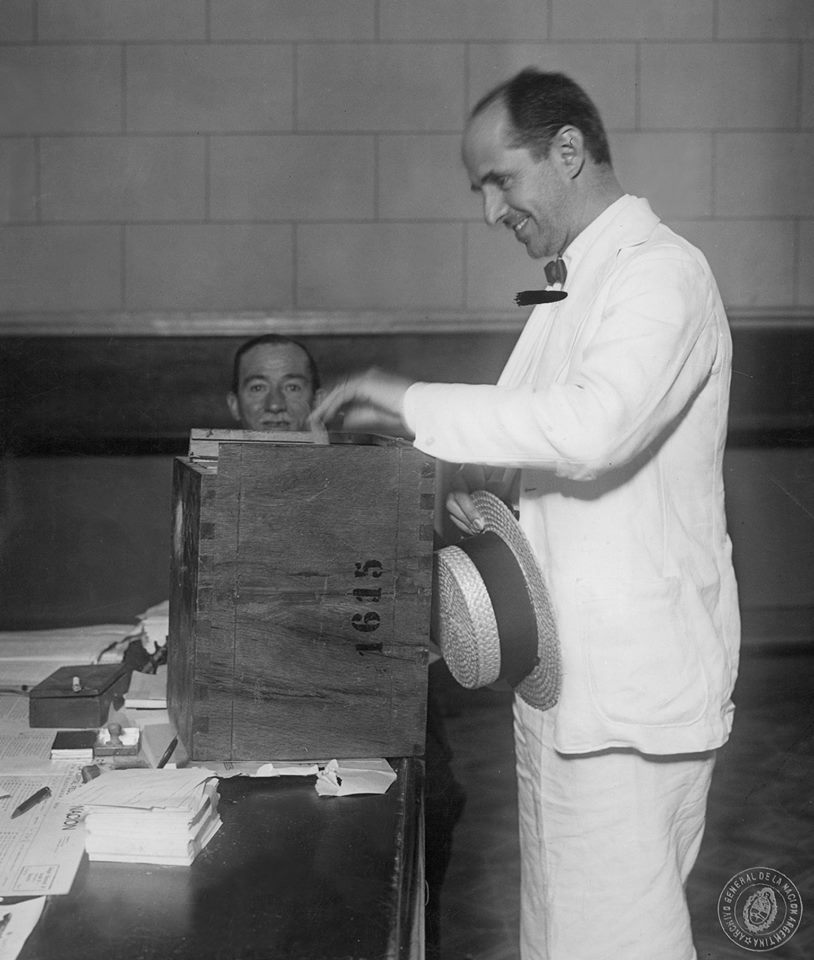
El ministro Federico Pinedo votando en las elecciones de 1934.

El Frente Nacional no se concreta debido a la reticencia de los partidos de la Concordancia, que no quieren perder su individualidad. Años después Pinedo dirá que no lamenta esa decisión, pues muchos de los que adherían desde fuera de los partidos de los partidos mostraron al poco tiempo inclinaciones fascistoides que hubieran desnaturalizado la esencia de lo que se pretendía organizar. 
En 1937 se procede a elegir al nuevo presidente de la República. El candidato elegido para representar a la Concordancia es el radical antipersonalista Roberto M. Ortiz. A pesar de tener buenas relaciones con el candidato oficialista, Pinedo no participa en la campaña electoral hasta el final de la misma, cuando un ataque de Marcelo T. de Alvear, candidato presidencial por el radicalismo, a sus medidas económicas lo lleva a publicar un documento en el que defiende su programa y ataca las gestiones del radicalismo. Pinedo no participó de la campaña presidencial porque no entendía el motivo que llevó al presidente Justo a nominar a un hombre del radicalismo como candidato a presidente del oficialismo. 
En 1938, Pinedo elaboró por encargo de las empresas británicas que construyeron y explotaron los ferrocarriles argentinos un plan para transferir los mismos al Estado, ya que estos habían dejado de pagar dividendos y de paso podían cancelar deudas que tenían con la Argentina.

## Ministro por segunda vez: El Plan Pinedo
El 2 de septiembre de 1940, volvió a asumir como ministro de Hacienda, ahora, en el gabinete del presidente interino Ramón Castillo. Ya había comenzado la Segunda Guerra Mundial y Pinedo era un reconocido partidario de los Aliados. En ese mismo año, propuso el «Plan de Reactivación Económica», pensando luego de las consecuencias causadas por la baja de las exportaciones argentinas a Europa debido al rearme europeo y a la guerra que afectaba al continente. El Plan insistía en la compra de cosechas por parte del Estado, para sostener su precio, estimular la construcción pública y privada, estimular la industria y exportar a países vecinos, como Brasil y los Estados Unidos. Este plan tenía sentido, económicamente, pero fue rechazado por su aspecto político: la Cámara de Diputados decidió no tratarla, debido a que los radicales no aceptarían ninguna propuesta que venga desde el gobierno de Castillo.
Una de las primeras acciones de Pinedo como ministro de Hacienda fue la misión económica a Río de Janeiro que encabezó. Esta fue un verdadero acontecimiento que mereció el respaldo de vastos sectores. Ante el cierre de los mercados tradicionales se imponía una enérgica acción para ampliar el comercio sudamericano. Brasil, con 50 millones de habitantes y ya fuerte comprador de trigo, era el país indicado para comenzar un programa de complementación e integración económica. La visita fue un éxito total y mereció elogios de la oposición como las declaraciones a Crítica del doctor Nicolás Repetto, que vio en esos acuerdos el abandono de una política absurda de proteccionismo y aislamiento, elogiando también la reconstrucción del ferrocarril trasandino que revitalizaría los vínculos económicos con Chile. En noviembre recibe el país a la misión económica británica encabezada por Lord Willingdon con la que se negoció acuerdos para vender productos por 40 millones de libras con un crédito que los compradores respaldaban con los títulos argentinos colocados en Londres, de manera que si no podían pagar las adquisiciones se repatriaba deuda pública. 
Federico Pinedo prepara rápidamente medidas para afrontar la crisis, presentadas al Congreso el 25 de septiembre. El 14 de noviembre se remite al Senado el programa integral conocido como el «Plan Pinedo». El programa propuesto por el ministro contenía medidas destinadas a apuntalar la demanda interna para los productos tradicionales que ahora no se podían exportar, la financiación de construcción de viviendas por el BCRA a 30 años de plazo, revisar las tarifas aduaneras, promover la adquisición por parte del gobierno de los saldos exportables agrícolas no colocados, el apoyo a la industrialización con créditos a 15 años para equipamientos, fomentar la unión aduanera con Brasil y otros países de América del Sur (adelantándose más de cuarenta años al Mercosur), obtener financiación de los Estados Unidos para fomentar la industria argentina e incluso considerar la amortización de la deuda que mantenía Gran Bretaña con el país mediante la entrega en parte de pago de los ferrocarriles de propiedad de compañías de ese origen.. 
En el verano de 1941, tras un notorio fraude electoral en la provincia de Mendoza, Pinedo viajó a Mar del Plata para mantener varias reuniones con Marcelo T. de Alvear, a quien le propuso que los radicales y los demócratas nacionales formaran de listas de unidad antes de cada elección; Alvear aceptó su invitación, y lleno de elogios a Pinedo en una nota en el diario La Nación, aunque sometió la aprobación de tal política al Comité Nacional de su partido, la misma fue violentamente rechazada por los legisladores conservadores y por los dirigentes radicales. Pinedo —que ya tenía diferencias con el gobierno por su política exterior «neutralista»— renunció ese mismo día.
Pinedo, como otros dirigentes asociados al oficialismo como Rodolfo Moreno, gobernador de Buenos Aires, y Julio Argentino Roca (h), abogaban por la eliminación del fraude electoral, mediante un acuerdo con el radicalismo, y por lo tanto se enfrentaron al gobierno de Ramón S. Castillo.

## Apoyo a los Aliados en la Segunda Guerra Mundial
Concluido su segunda gestión como ministro de Hacienda, Pinedo reanuda sus actividades profesionales, que alternan con las de ganadero, en el campo que había comprado en el partido de General Madariaga en 1936. 
En esos momentos, Pinedo no está afiliado a ningún partido, debido a que el PSI aunque todavía activo no tiene ninguna gravitación en la política nacional, y discrepa fuertemente con las orientaciones políticas del gobierno de Ramón S. Castillo, tanto en materia de política interior como exterior. Pero no esta alejado de la actividad cívica, pues participa en agrupamientos como Acción Argentina, organización política que bregaba por el ingreso argentino en la Segunda Guerra Mundial del bando aliado. Además participó en distintas reuniones, como el Mitin de la Victoria y en el Homenaje Popular a Franklin D. Roosevelt. En el homenaje a Roosevelt, Pinedo volvía a insistir en que el interés nacional en la hora estaba servido asegurando buenas relaciones con los Estados Unidos. Pinedo escribe colaboraciones en los diarios, es invitado a disertar en diversas tribunas, viaja a los Estados Unidos y tiene la oportunidad de expresar su pensamiento en aquel país. 
En 1942 publica su libro "Obligaciones en moneda determinada" basado en un trabajo sobre obligaciones a oro que preparó en 1933 para un caso judicial y que analiza la validez, alcance y eficacia de la cláusula oro y de toda disposición o estipulación sobre moneda especial. A principios de 1943 publica "Argentina en la vorágine", recopilación de artículos y conferencias que fijaban en esa hora difícil e incierta una orientación clara que promovió el exministro. En este libro Pinedo advierte claramente la necesidad de producir un cambio de rumbo, convencido de que la política neutral con sospechas de ser pro Eje, como asimismo la postura de hostilidad hacia Estados Unidos privilegiando fuertes vínculos con Gran Bretaña traerá problemas al país. Por otro lado, no deja de manifestar una y otra vez su espanto ante la más ligera posibilidad de un triunfo de los ejércitos hitlerianos. Pinedo, en síntesis, trasmite al lector lo siguiente: Tenemos un país relativamente próspero, pero bastante atrasado y pobre si lo comparamos con los Estados Unidos. Debemos dar otro salto como el de la generación del 80. Para ello es conveniente mejorar los vínculos con los Estados Unidos, que saldrán fortalecidos de la guerra, mientras que Inglaterra, a pesar del triunfo, se debilitará. Es necesario promover industrias en el país, pero como el mercado interno es chico para tener una industria competitiva que produzca a precios internacionales, debemos integrar una unión aduanera con el Brasil, de manera de contar con mercados más amplios. Para Pinedo la Argentina no tiene nada que ganar con el aislamiento y las tentaciones autárquicas; ello sólo atrasará y empobrecerá al país y a su pueblo. Debemos participar en el conflicto mundial, la suerte del mismo no nos es in-diferente, nuestra actitud no será tomada con indiferencia por los vencedores. 

## Pinedo y el peronismo
El 4 de junio de 1943, el exdiputado nacional socialista José Luis Pena visitó a Pinedo en su estudio para preguntarle su opinión sobre los sucesos revolucionarios. "Es un golpe nazi" dijo, sin vacilar. 
Pinedo criticaría duramente la política del gobierno de facto del general Edelmiro Farrell, del que Juan Domingo Perón era su principal figura, tanto en materia de política interna, como en el aspecto económico y la política exterior. Debido a sus reiteradas críticas al régimen militar, Pinedo sería detenido en agosto de 1945 y pasaría los siguientes días detenido en una celda que compartía junto a los dirigentes socialistas Américo Ghioldi y Juan Antonio Solari. 
Luego de salir de prisión, en septiembre de 1945, Federico Pinedo, que se había negado a disolver el PSI, intentó regresar nuevamente al Partido Socialista, con el aval de Américo Ghioldi y Juan Antonio Solari, con quienes había compartido celda durante su tiempo en prisión, pero Nicolás Repetto se opone e impide su regreso. Por tal motivo, Pinedo desistiría de regresar al socialismo y continuaría su carrera política, hasta la caída de Perón diez años después, desarrollando una intensa acción política acompañando al Partido Demócrata, aunque nadie sabe con certeza si estaba afiliado al mismo. Afiliado o no, manifiesta sus públicas simpatías por el Partido Demócrata. En febrero de 1946 es orador en el acto de cierre de campaña del Partido Demócrata en la provincia de Buenos Aires, y el Partido le pide que haga uso de un espacio radial contratado y pagado en una radio porteña, aun así su mensaje no fue emitido. 
Pinedo se mostró crítico de las medidas económicas y políticas del peronismo en sus pineros años, en los pocos medios de difusión que había disponibles. Publicada la obra "En tiempos de la República" en 1949,  donde Pinedo repasa su carrera política desde sus inicios en el socialismo hasta 1943, participa en cuanta tribuna se le ofrece. El diario La Prensa, aún no confiscada, publica sus colaboraciones sobre temas económicos y sus artículos contra la reforma constitucional de 1949. 
En ese mismo año de 1949, Pinedo participa en la sede porteña del Partido Demócrata de una reunión partidaria, donde expone los conceptos que luego publicará bajo el título: "Política Conservadora. Verdadera Anti-tesis del Peronismo". En este trabajo argumenta que el PD está en mejores condiciones que otras fuerzas políticas de efectuar una crítica razonada y objetiva al accionar del gobierno y de los que se sucedieron desde el golpe del 43, "pues el Partido Demócrata está en el polo opuesto a la política oficial, aunque en ella no hubiera abusos ni arbitrariedades". Explica que en materia económica los posiciones doctrinarias de los demócratas son antagónicas con el gobierno, a diferencia de otros sectores de la oposición que "son más estatistas que el propio oficialismo". El juicio de Pinedo de los primeros años de la economía peronista se resume así: "La política económica y financiera seguida por el actual gobierno desde su iniciación y por el gobierno de facto que lo precedió puede calificarse de absolutamente funesta".   
En esos años, no hay documento del Partido Demócrata, sobre todo en vinculación con las cuestiones económicas, que no tenga la autoría parcial o total de Pinedo. El programa partidario aprobado en Córdoba en 1951, la contrarréplica del PD a la Convención de Avellaneda de los radicales, cuenta con sus decidida participación.
El 1 de mayo de 1952, durante la apertura de Sesiones Ordinarias del Congreso, Perón dio un discurso, que se conoció como "Mensaje de la Victoria", donde resumen con profusión de datos su primera gestión de seis años. Pinedo contestará con un extenso trabajo de cien páginas titulado: "Replica al Mensaje de la Victoria del Presidente Perón al Terminar su Primer Periodo". Este documento fue escrito para el Partido Demócrata, que lo dio a conocer como opinión partidaria. 
Pinedo, ante la calificación de Perón de "mandatarios mezquinos" a los hombres que lo antecedieron en el cargo, hace una reivindicación de los hombres del pasado argentino. Luego crítica la falta de libertad de expresión y la reforma constitucional de 1949. Prosigue describiendo a un Congreso sumiso, con minorías reducidas en su representación por el sistema electoral recientemente adoptado. Crítica el juicio político que destituyó a la Corte Suprema en 1946, para reemplazarla a una adepta a Perón, y destaca la pérdida de las garantías a las libertades esenciales, poniendo la libertad personal a merced del presidente. También realiza una fuerte crítica a las políticas económicas tomadas por el primer mandatario en su primera gestión. 
En abril de 1953, luego del atentado en Plaza de Mayo y de la quema de los locales partidarios de la oposición, Pinedo es detenido junto a dirigentes de otros partidos y correligionarios, sin proceso previo, y es llevado a la Penitenciaría Nacional, donde pasara largos meses. 
En junio de ese año, Pinedo escribirá una carta, que constaba de 22 puntos, desde la cárcel donde se encontraba detenido, a Ángel Borlenghi, ministro del Interior y Justicia. En esta se explaya sobre la idea de lograr una pacificación nacional entre el gobierno y la oposición para asegurar la estabilidad de la Nación y "facilitar el renacer de la fraternidad argentina", Pinedo escribe también que se prestaba para hacer todo lo posible para lograrla. 
El gobierno actuó con timidez y el resultado concretó de la carta de Pinedo fue la reunión que Perón y Borlenghi mantuvieron con una delegación de dirigentes del Partido Demócrata (integrada por Felipe Yofre, Elías Abad, Eduardo Paz, Juan Francisco Morrogh Bernard, Oscar Correa Arce, Dardo Ibáñez Bustos, y Juan A. García Córdoba) en septiembre de 1953, previo a otra que habían mantenido otros dirigentes demócratas con Borlenghi en junio.
Estos dirigentes demócratas lograron la libertad de numerosos afiliados a distintos partidos e incentivó a que otros dirigentes, como el socialista Enrique Dickmann, se reunieran con el ministro Borlenghi. El gobierno, además, promulgó la adopción de una medida adicional bajo la forma de una amnistía aparentemente amplia, pero en realidad cuidadosamente estudiada, para los transgresores políticos.
Entre 1953 y 1955, Pinedo alabó el cambio de política económica y diplomática del gobierno de Perón, principalmente la búsqueda de inversiones extranjeras, provenientes de los Estados Unidos y Europa, y el mejoramiento en las relaciones con el gobierno de los Estados Unidos. Esto provocó una grave crisis en el seno del Partido Demócrata entre los que apoyaban las nuevas medidas de Perón y los consideraban al gobierno una dictadura, por lo tanto no apoyando nada que provenía del gobierno nacional.
En diciembre de 1953 la revista Esto Es publica un extenso reportaje a Federico Pinedo en el que éste insiste en su política conciliadora con el gobierno de Perón: "La vida libre requiere no sólo la paz efectiva y material, sino voluntad de paz entre los conciudadanos" dice en aquella entrevista. 
En esos momentos, y con vistas a las elecciones de 1954, los demócratas se dividen en dos tendencias: abstencionistas (aquellos totalmente anti peronistas que buscaban abstenerse de participar en las elecciones) y los concurrencistas (aquellos que apoyaban las medidas que venía tomando Perón en los últimos años, y que querían participar en las elecciones), Pinedo pertenecía al grupo concurrencista.
La crisis demócrata se profundiza hacia fines de 1954 y principios de 1955. Los abstencionistas acusan a los concurrencistas de dar por perdida la batalla por las libertades políticas, que encuentran que lo hábil es acercarse al poder y ejercer sobre él una acción moderadora y José Aguirre Cámara lo atribuye a "la defensa de intereses económicos muy respetables... por su volumen", también dice que el vocero de los concurrencistas Felipe Yofre, estaba influenciado por Pinedo.
Pinedo estaba convencido de que el país necesitaba pacificarse, y que la oposición debía dar señales claras de aceptar los caminos legales de la lucha política. No cree que deban exigirse gestos al gobierno y plantear treguas o tratados de paz. Se niega a aceptar un enfrentamiento entre argentinos requiera un tratado de paz. No hace sugerencias a un gobierno que no se las pide; tan sólo se ocupa de lo que puede hacer la oposición para lograr gradualmente la normalidad institucional. La única propuesta que sugiere al gobierno es la reforma constitucional para suprimir la reelección. No exige ni pide la renuncia del presidente Perón, postura opositora que malograr otro intento de pacificación en 1955.
En julio de 1955, cuando Perón llama a una nueva pacificación luego de los bombardeos de Plaza de Mayo del 16 de junio, Pinedo propugna "con toda la vehemencia de que dispongo" que el llamado presidencial sea recibido con la mayor buena voluntad, aunque provenga de un adversario que reiteradamente agravió a los demócratas. Aunque su mensaje de conciliación no tuvo eco en ningún opositor al gobierno de Perón, ni siquiera dentro de su propio partido.
Pinedo nunca se arrepentiría de las actitudes que tomó entre 1953 y 1955 y siguió diciendo que se debió haber intentado una salida negociada e institucional. Trece años después de la Revolución Libertadora, cuando publicó su libro llamado "Trabajoso Resurgimiento Argentino", vuelve a decir que lamenta que no se hayan intentado otros caminos en 1955 para restablecer la vigencia de la instituciones.

## Revolución Libertadora, Frondizi, y Guido
Luego de la Revolución Libertadora, el abstencionista José Aguirre Cámara, ultra anti peronista, le negó autoridad moral a Federico Pinedo para representar al Partido Demócrata luego de su actitud "de entendimiento" y acomodamiento con el peronismo, y que este rechazara los intentos revolucionarios de los anti peronistas.
El gobierno provisional de la Revolución Libertadora no consulta a Pinedo en ningún tema con respecto a la economía nacional. 

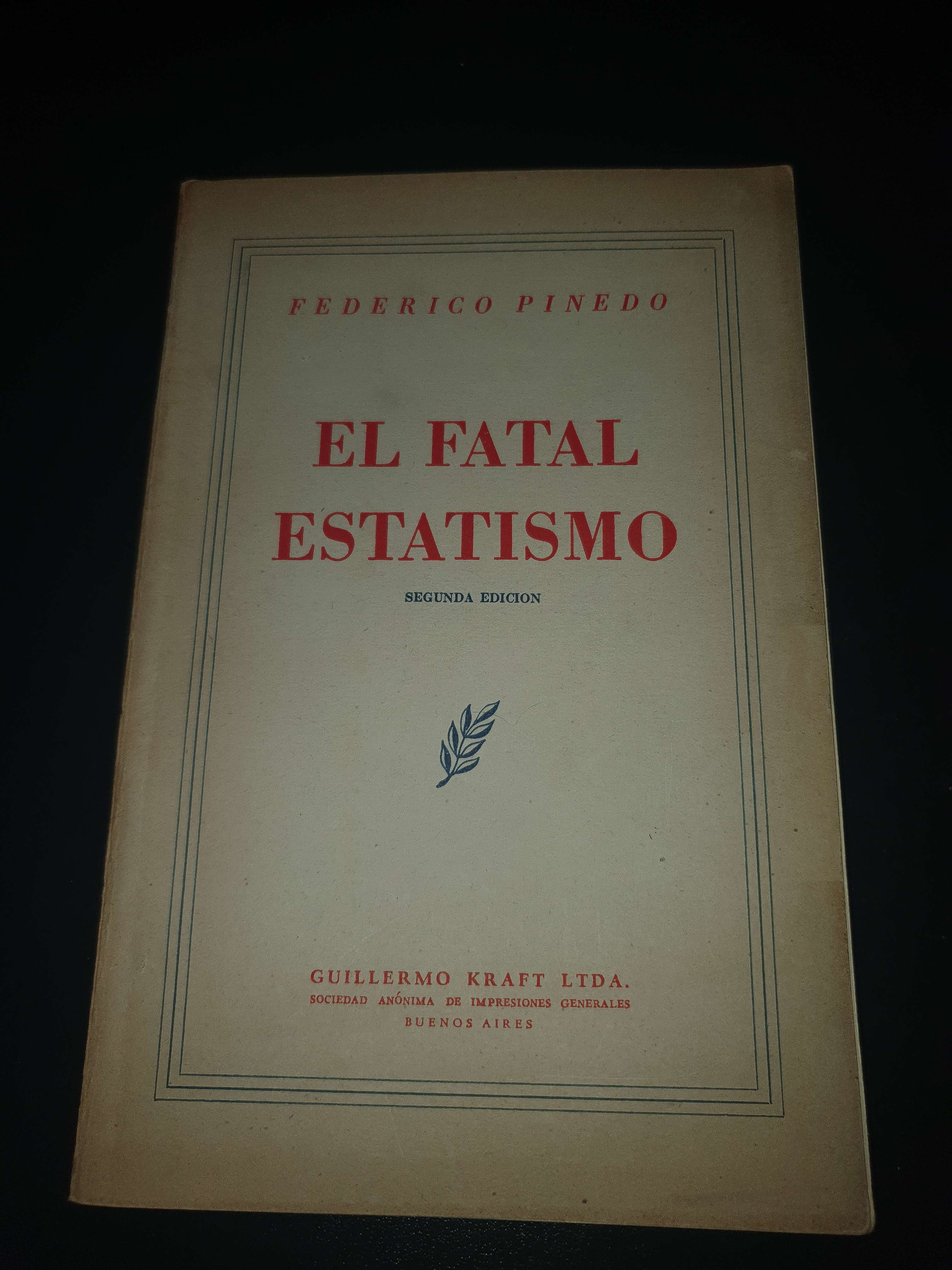
El fatal estatismo, publicado en 1956

Pinedo se sigue ocupando de la situación de la economía desde las columnas del diario La Nación. Ese año escribirá también el libro "El Fatal Estatismo" que muestra las consecuencias de las políticas desarrolladas en la década precedente. Por otra parte participa en los trabajos de reorganización del Partido Demócrata y colabora en el periódico El Conservador donde en vísperas de la Asamblea en la que se discutirá la futura orientación del partido, publica, en marzo de 1956, un artículo que titula "Conservadores: A proceder como tales". Meses antes de la caída de Perón, las dos fracciones demócratas, abstencionistas y concurrencistas, convienen la formación de una Junta Reorganizadora Nacional para unificar el partido y presidir el proceso de elección de sus autoridades. Pinedo escribe como demócrata, incluso emplea el tradicional término de correligionarios, por lo que se infiere su afiliación al partido. En el extenso documento aconseja tener en cuenta que debe destruirse la esencia del sistema estatista vigente, que si el gobierno anterior no hubiera tenido características dictatoriales y hubiese estado libre de corrupción, igualmente el país estaría en crisis por el sistema económico y social implantado, que en su opinión, impedía la creación de riqueza. Para eso, alienta al Partido Demócrata a levantar decididamente y sin complejos, la bandera de la economía libre.
Aunque la Asamblea partidaria no respondió a las esperanzas de Pinedo, pues se consagró la división partidaria entre los seguidores de Vicente Solano Lima, que conformaron el Partido Demócrata Conservador Popular de tendencia concurrencista, y los grupos abstencionistas que siguieron en el Partido Demócrata, como los dirigentes Adolfo Vicchi, José Aguirre Cámara, o Pablo González Bergez. Al año siguiente, desprendiéndose del conservadurismo popular, reaparecen viejos partidos provinciales como la Unión Provincial de Salta, la Unión Conservadora de Buenos Aires, el Partido Demócrata Liberal de San Luis, entre otros. 
Durante todo 1956, Pinedo ocupa tribunas bregando por la libertad económica. Participa del Foro de la Libre Empresa, de la inicación de la ACIEL (Acción Coordinadora de Entidades Empresariales Libres), tiene tiempo para ocuparse de temas históricos como la revolución de 1930, y finalmente se incorpora a la Academia de Ciencias Económicas con un discurso que titula "La Argentina no fue un Fracaso ni es un Caso Perdido", donde defiende la obra de los gobernantes del pasado y reafirma su confianza en el porvenir argentino.
En 1957, ante los comicios de convencionales constituyentes, realiza esfuerzos para conformar una lista de notables en la Capital Federal, y participa en la campaña de los conservadores de la Capital Federal a favor de reinstalar la Constitución de 1853/60. 
Con la asunción de Arturo Frondizi a la presidencia de la Nación en 1958 y con la rectificación de su programa económica tendiente a bajar el gasto público, reducir el déficit fiscal, abatir la inflación, e incrementar las inversiones extranjeras, principalmente aquellas destinadas a la industria y al sector petrolero, Pinedo apoya al presidente, a través de colaboraciones en los diarios, principalmente en La Nación y La Prensa, donde sostiene que a un gobierno en manos de adversarios, hay que alentarlo cuando hacen las cosas bien y advertirle los errores en vez de poner trabas innecesarias. 
En junio de 1959, cuando Álvaro Alsogaray asume el ministerio de Economía, le pide a Pinedo que convenza a sus antiguos colaboradores Ernesto Malaccorto y Guillermo W. Klein para que integrarán su equipo económico. Tarea que Pinedo realiza. En esos años, sigue brindando su simpatía a las fuerzas conservadoras, ahora reorganizadas en la Federación Nacional de Partidos de Centro, y que en los comicios legislativos de 1960 incrementan notoriamente su caudal de votos. Tiene la satisfacción de ver elegido legislador provincial en Buenos Aires a su hijo Enrique, por la Unión Conservadora de Buenos Aires, junto a otros siete distinguidos dirigentes. 
A fines de 1960, el presidente del Partido Demócrata Conservador de la Capital Federal, doctor Oscar Vicchi, junto a otros dirigentes como Eduardo Martínez Carranza, Manuel Malbrán y otros, ofrecen a Pinedo la candidatura a senador nacional. A pesar de que Vicchi lideraba la corriente mayoritaria dentro del partido, tiene inconvenientes para lograr los votos suficientes para aprobar la candidatura, pues se suman al sector de Jorge Mariano Almada convencionales que hasta ese momento respondían al presidente del partido. Por esta razón, la postulación de Pinedo es retirada, influye en la actitud de los opositores a la misma el furibundo anti peronismo que profesaban la mayoría de los dirigentes del partido, muchos actuantes en el sector abstencionista, y que no perdonaban a Pinedo sus gestiones por la pacificación nacional entre 1953 y 1955.
El 7 de febrero de 1961, el presidente Frondizi y el ministro Alsogaray piden su colaboración para solucionar los problemas energéticos de Buenos Aires y el conurbano. Acepta el cargo el 21 de febrero y es nombrado por Frondizi como "Coordinador para la solución de los problemas económicos, jurídicos, y financieros de la Central Termoeléctrica de Buenos Aires".
Dirigentes del Partido Demócrata Conservador de la Capital Federal, critican la aceptación de Pinedo y aclaran que no compromete la línea partidaria, que por cierto era de una oposición dura a pesar de las rectificaciones presidenciales y de su permanente convocatoria a hombres con actuación en gobierno de la Concordancia. 
Pinedo se aboca a resolver los problemas derivados de la nulidad de la concesión de la CADE por decreto de 1957, la falta de financiación de la Construcción de la Central Dock Sud, licitada por Agua y Energía en 1956, y la organización de una sociedad que explotase el servicio. Pinedo propone, y es aceptado por Frondizi y Alsogaray, que en vez de crearse una nueva sociedad, se utilice a Segba, sociedad creada en 1958 como parte del arreglo con los propietarios de la CADE. Se obtiene así, los créditos del Banco Mundial que posibilitan terminar en poco tiempo con el racionamiento eléctrico. Se constituye una empresa estatal con capacidad de actuar como sociedad de derecho privado, obligada a generar superávit que le permitan generar los fondos para futuras ampliaciones. Además, Pinedo prevé la venta de acciones al público, tanto para obtener capital para sus actividades como para privatizarla paulatinamente. Renuncia el 19 de diciembre de 1961, con la tarea encarrilada, ante discrepancias con funcionarios del área.

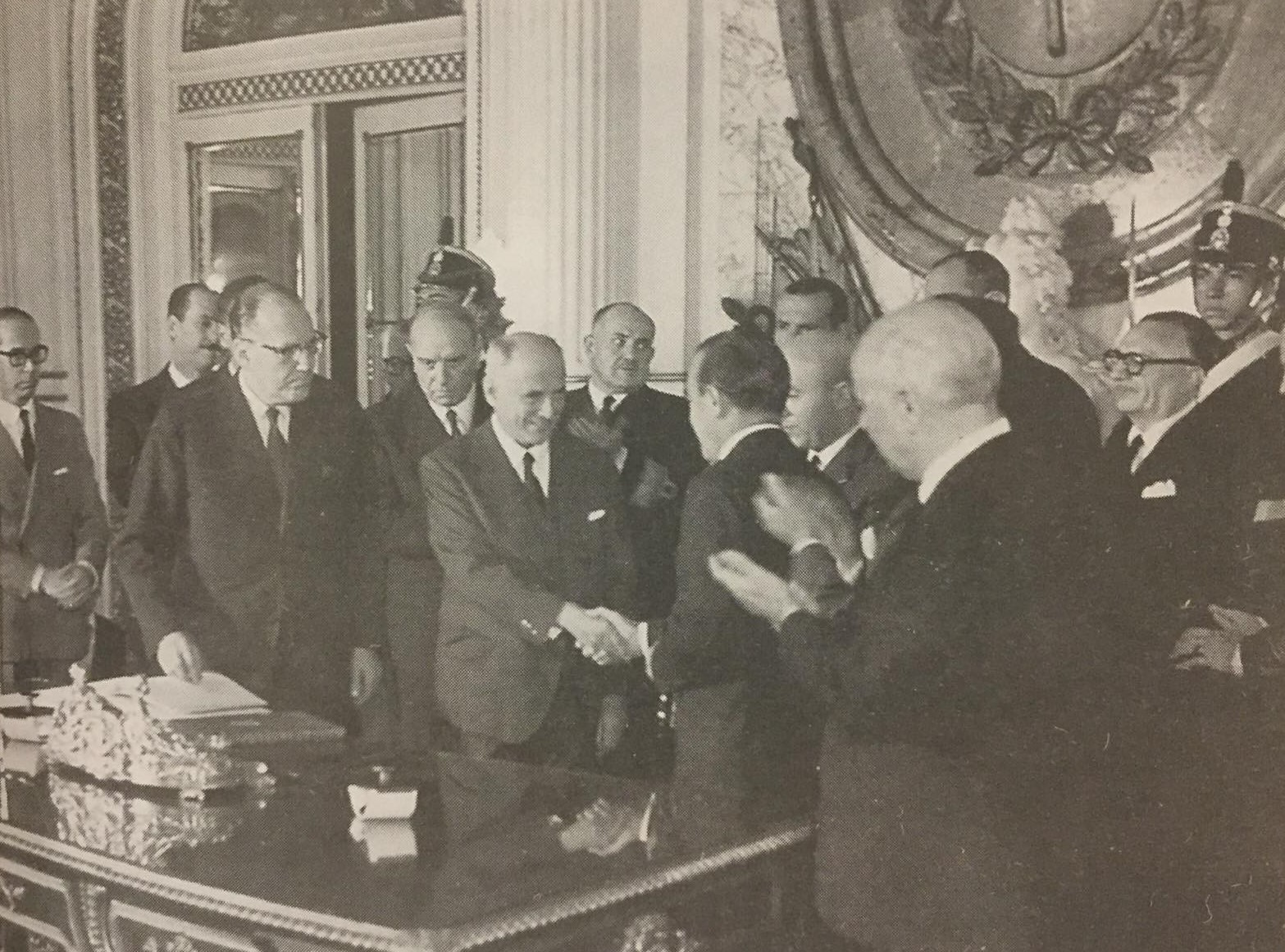
Pinedo asumiendo el ministerio de Economía en 1962

El 6 de abril de 1962 fue nombrado por el presidente José María Guido como ministro de Economía, luego de la crisis política que provocó el derrocamiento de Arturo Frondizi, recomendando por Rodolfo Martínez, ministro del Interior. 
El lunes 9 de abril, el ministro Pinedo resuelve, con la conformidad del presidente, dejar de sostener el tipo de cambio, que desde abril del año pasado el Banco Central mantenía artificialmente en 83 pesos moneda nacional, desprendiéndose paulatinamente de reservas para sostenerlo, lo que iba reduciendo cada vez más las reservas del país. Pinedo resolvió, en vez de devaluar, retirar al Banco Central como oferente de dólares, dejando que el mercado estableciera libremente su valor. El lunes 9, una vez retirado el BCRA, el dólar cotizó 86 pesos, al día siguiente subió a 98 pesos, el miércoles bajó a 93,8 pesos, y a partir del 12 se estabilizó entre 94,4 y 96,6 pesos, volviendo a comprar divisas uno de los bancos oficiales. 
En su mensaje al país, Pinedo anunció medidas para estabilizar la moneda. Éstas consistían en el sinceramiento de las tarifas de las empresas públicas, la reorganización de YPF y de los ferrocarriles, principales fuentes del déficit fiscal, disminución del gasto, incremento de los derechos aduaneros a las importaciones, y del impuesto de las ventas. Plantea la decadencia de la producción agropecuaria, que proveía el 95% de las divisas, por políticas absurdas que afectaban la rentabilidad del sector. También cuestiona el modelo de sustitución de importaciones que llevaba a una industria sin capacidad de competir en el mundo y que sufre la población pagando numerosos productos a 3 o 4 veces su valor internacional, afectando así el nivel de vida de los asalariados. Dice Pinedo que debe lograrse una industria competitiva que "pueda hacerse cuantiosa la exportación de productos industriales argentinos, que sería tan urgente para complementar las exportaciones tradicionales". 
Tres semanas después Pinedo abandona el cargo por desacuerdos políticos con el gobierno. El gobierno nacional, niega la incorporación de los diputados electos en los comicios del 11 de marzo, y se planea cerrar el Congreso. Pinedo considera que debe seguir funcionando el Congreso Nacional e incorporarse a los electos. La anulación general de las elecciones y la no incorporación de los diputados electos dejaba al Congreso en la imposibilidad de funcionar. Decía Pinedo explicando su renuncia: "La imposibilidad del funcionamiento del Congreso, resultante de un acto del gobierno, importaría tanto como el abandono intencional de la posición que el gobierno hoy tiene de autoridad legítima, lo que tan satisfactoriamente aparece reconocido por la decisión del Senado, y daría a las Autoridades Nacionales el carácter de un gobierno de facto. Además de las desventajas para la acción gubernativa que siempre derivan de esa situación, en este caso derivarían inconvenientes especiales, originados precisamente en el hecho de haberse presentado las autoridades hasta ahora como Poder Ejecutivo legal. El autor de estas líneas siente tener que expresar que ve con angustia las perspectivas que todo ello abriría al país y que dificultaría la solución de los graves problemas de carácter económico y financiero que deben abordarse. Sin complicaciones políticas la solución de esos problemas económicos y financieros es extremadamente difícil; con esas complicaciones es de temer que la solución de muchos de ellos se haga, en este momento, imposible. De todo ello debe concluirse que no debe adoptarse procedimiento alguno que pueda tener como resultado hacer imposible el funcionamiento del Congreso por decisión gubernativa actual. Si la incomprensión de los deberes de la hora por quienes están ocasionalmente en el posición de hacer posible o de impedir el funcionamiento del régimen legal llevara a la destrucción del mismo habrá que tomar sin duda las medidas del caso para conservar el orden y mantener en pie la administración, aunque ella no sea de las que prevén nuestras leyes fundamentales, porque la necesidad de asegurar la conservación del país está por encima de la obligación de obedecer sus leyes actuales; pero no puede comenzarse a destruir lo que queda de nuestro mecanismo legal si hay posibilidad de evitarlo, sin mengua de los intereses vitales de la República".
Al abandonar su tercer ministerio deja algunos comentarios sobre las medidas que deben adoptarse para colocar nuevamente al país por la senda del crecimiento. Entre ellas plantea la liberación de las tasas de interés, entonces fijadas por el Estado, tanto para remunerar a los ahorristas (que percibían intereses menores a la tasa de inflación) como para concretar las operaciones de crédito con los demandantes del mismo.

## Presidencias de Illia, Onganía y fallecimiento

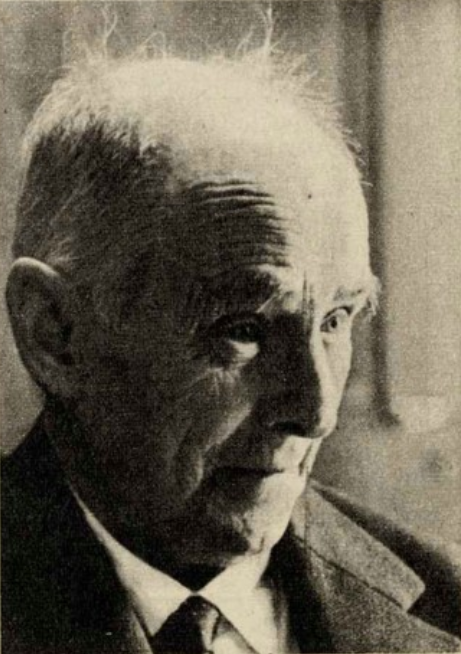
Pinedo en 1968

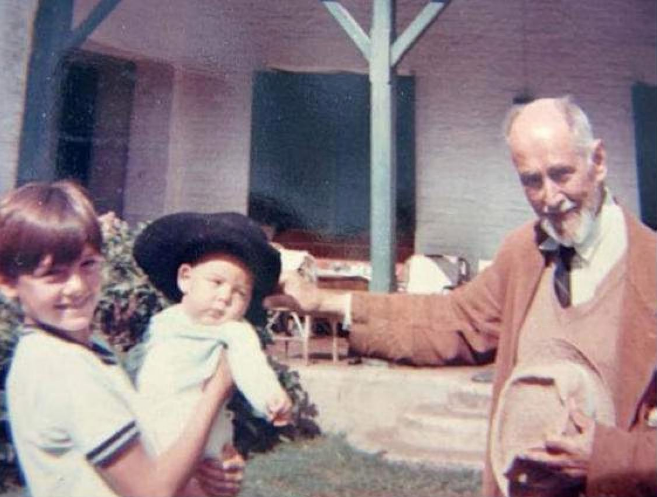
Pinedo con sus nietos

Restablecidas las instituciones democráticas con la asunción de Arturo Illia, Pinedo concurre al Congreso Nacional. Ante la comisión de Hacienda y Presupuesto de la Cámara de Diputados, hace una amplia explicación sobre las medidas adoptadas en su última gestión ministerial, insiste sobre la necesidad de producir el saneamiento financiero del país, la eliminación del déficit fiscal, la conclusión de la expoliación que el Estado realizaba a los productores agropecuarios con retenciones que confiscaban hasta el 50% de sus ingresos, de reformar el sistema financiero para que reaparezca el crédito que movilice las actividades productivas. Exhorta a adoptar las medidas necesarias aunque sean dolorosas y acarreen impopularidad.
Durante fines de la década de 1960 siguió escribiendo libros y artículos en los diferentes periódicos. Fue un decidido opositor a la dictadura militar del general Juan Carlos Onganía, y mantuvo grandes polémicas con Guillermo Borda, ministro del Interior del gobierno de facto, y con el sector nacionalista del gobierno.  
En 1968 publicó su libro titulado "La Argentina en un cono de sombra", Pinedo realiza la más coherente defensa a la democracia representativa erigida tras el golpe de Estado de 1966, en momentos en que los teóricos nacionalistas del gobierno de Onganía pusieron en duda la vigencia de la Constitución Nacional de 1853.  
Falleció en Buenos Aires el 10 de septiembre de 1971.
Desde el año 2012 su fondo documental se encuentra disponible para la consulta en la Biblioteca Max von Buch de la Universidad de San Andrés.

## Vínculos familiares
Su bisabuelo, Agustín de Pinedo, fue un oficial del ejército sitiador de Montevideo durante las Guerras de la Independencia. Muriendo como General de Rosas horas después de la batalla de Caseros.
Su padre, Federico Pinedo también fue político e intendente de Buenos Aires.
Su nieto, también llamado Federico Pinedo, fue Presidente Provisional de la Cámara de Senadores, ejerciendo el Poder Ejecutivo durante las primeras 12 horas del 10 de diciembre de 2015.